# ハイデンハイム・アン・デア・ブレンツ

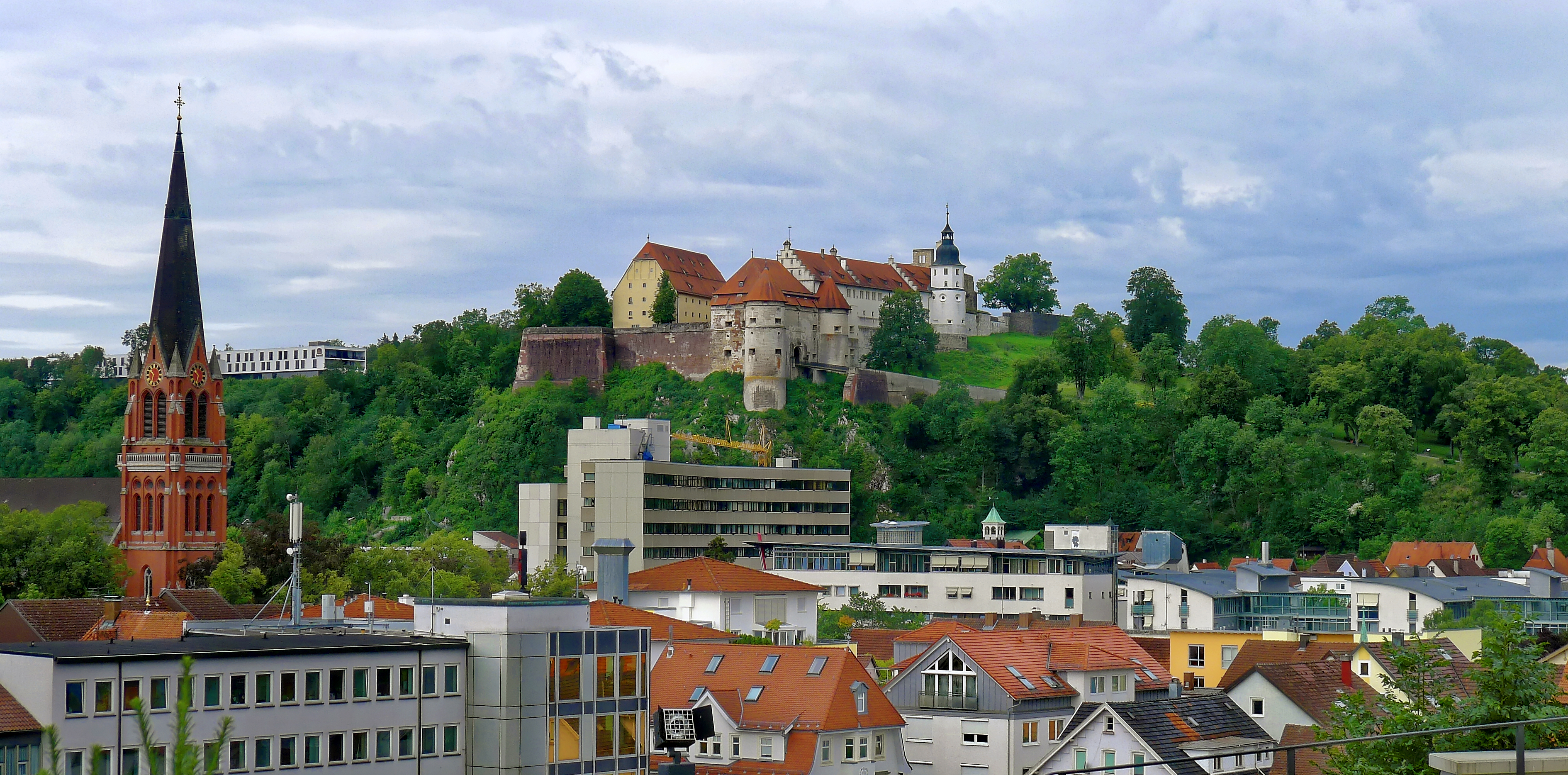
ハイデンハイム・アン・デア・ブレンツの街並みとヘレンシュタイン城

ハイデンハイム・アン・デア・ブレンツ（ドイツ語: Heidenheim an der Brenz、ドイツ語発音: [ˈha‿id̩nha‿im]、シュヴァーベン語: Hoidna または Hoirna）は、ドイツ連邦共和国バーデン＝ヴュルテンベルク州シュトゥットガルト行政管区のハイデンハイム郡に属す市である。州の東部に位置し、バイエルン州との州境に面している。アーレンの南約 17 km、ウルムの北約 33 km に位置する。本市はハイデンハイム郡の郡庁所在地であり、郡内最大の都市である。また、オストヴュルテンベルク地方では、アーレン、シュヴェービッシュ・グミュントに次ぐ第3の都市である。
ハイデンハイムは中級中心をなしており、ハイデンハイム郡の全市町村がその対象範囲である。1956年4月1日からは大規模郡都市に格づけられている。ハイデンハイム市はナットハイムとともに行政共同体を形成している。

## 地理

### 位置
ハイデンハイムは、高度 478 - 645 m に位置している。シュヴェービシェ・アルプの北東端、アルブーフとヘルツフェルトとの間、ヘレンシュタインの麓でシュトゥーベンタールがブレンツタールに合流して広くなった部分に位置している。ブレンツ川は水源のあるケーニヒスブロンから流れだし、市域の北西から市域内に入る。北から南に向かって、アウフハウゼン地区、シュナイトハイム地区、続いて中核市区と流れ下り、最後マーゲルシュテッテン市区から南のヘルブレヒティンゲン方面へ向かって本市を離れる。

### 隣接する市町村
ハイデンハイム・アン・デア・ブレンツ市は北から時計回りに以下の市町村と境を接する: アーレン、ネーレスハイム（ともにオストアルプ郡）、ナットハイム（ハイデンハイム郡）、ジルゲンシュタイン（バイエルン州ディリンゲン・アン・デア・ドナウ郡）、ギンゲン・アン・デア・ブレンツ、ヘルブレヒティンゲン、シュタインハイム・アム・アルブーフ、ケーニヒスブロン（以上、ハイデンハイム郡）。

### 市の構成
ハイデンハイム・アン・デア・ブレンツの市域は、中核市区（廃地区ビンツヴァンゲンと廃村ニーダーホーフェンを含む）と、1910年から1974年に合併した以下の旧町村からなる。
- シュナイトハイム（アウフハウゼン地区とミッテルライン居住区を含む）
- マーゲルシュテッテン（ロイテンネン居住区を含む）
- オッゲンハウゼン（ホイホーフ地区を含む）
- グロースクーヘン（クラインクーヘン地区、ニートハイム小集落、ローテンゾール小集落および廃地区のハーゲンブーハー・ホーフ、フーベルツヴァイラー、ノルデーレンハウゼンを含む）

（2025年現在）最後の地区再編で合併した旧自治体であるオッゲンハウゼンとグロースクーヘンは、バーデン＝ヴュルテンベルク州の市町村法で定義されてる「オルトシャフト」であり、それぞれの住民が選出する地区議会とその議長としての地区長を有している。

### 気候
ハイデンハイム・アン・デア・ブレンツの年間平均気温は 8.8 ℃、年間降水量は 931 mm である。秋にはしばしば霧がかかる。冬には通常雪になるが、雪で閉ざされるほどの積雪はない。西から市内に流れてくるヴェーデル川は、普段は乾燥しているが雪解けの時期になると水が流れて、ブレンツ川も水位が上がる。周辺の乾いた谷にある水位調整池とヴェーデル川の暗渠化により、洪水は大きな問題ではなくなった。

### 土地利用
| 用途                 | 面積 (ha) | 占有率 (%) |
| -------------------- | --------- | ---------- |
| 森林                 | 6,371     | 59.5       |
| 農業用地             | 2,141     | 20.0       |
| 水域                 | 42        | 0.4        |
| レクリエーション用地 | 197       | 1.8        |
| 住宅地、空き地       | 648       | 6.1        |
| 工業・産業用地       | 365       | 3.4        |
| 交通用地             | 595       | 5.6        |
| その他               | 350       | 3.3        |
| 合計                 | 10,709    | 100.0      |

データは、バーデン＝ヴュルテンベルク州統計局の2023年現在の値による。

### 保護区
アウフハウゼンの北にブリュンネレスヴィーゼン自然保護区、グロースクーヘンの東にブーフハルデ＝ネーレスハイマー・タール自然保護区がある。市域にはこれに加えて17の景観保護区がある。
ハイデンハイムには、FFH-地区の「ヘルツフェルト」、「アーレンとハイデンハイムとの間のヒースと森」、「シュタインハイマー・ベッケン」「ギーンゲナー・アルプとエッセルスブルガー・タール」、およびアルブーフ鳥類保護区がある。

## 歴史

### 19世紀まで

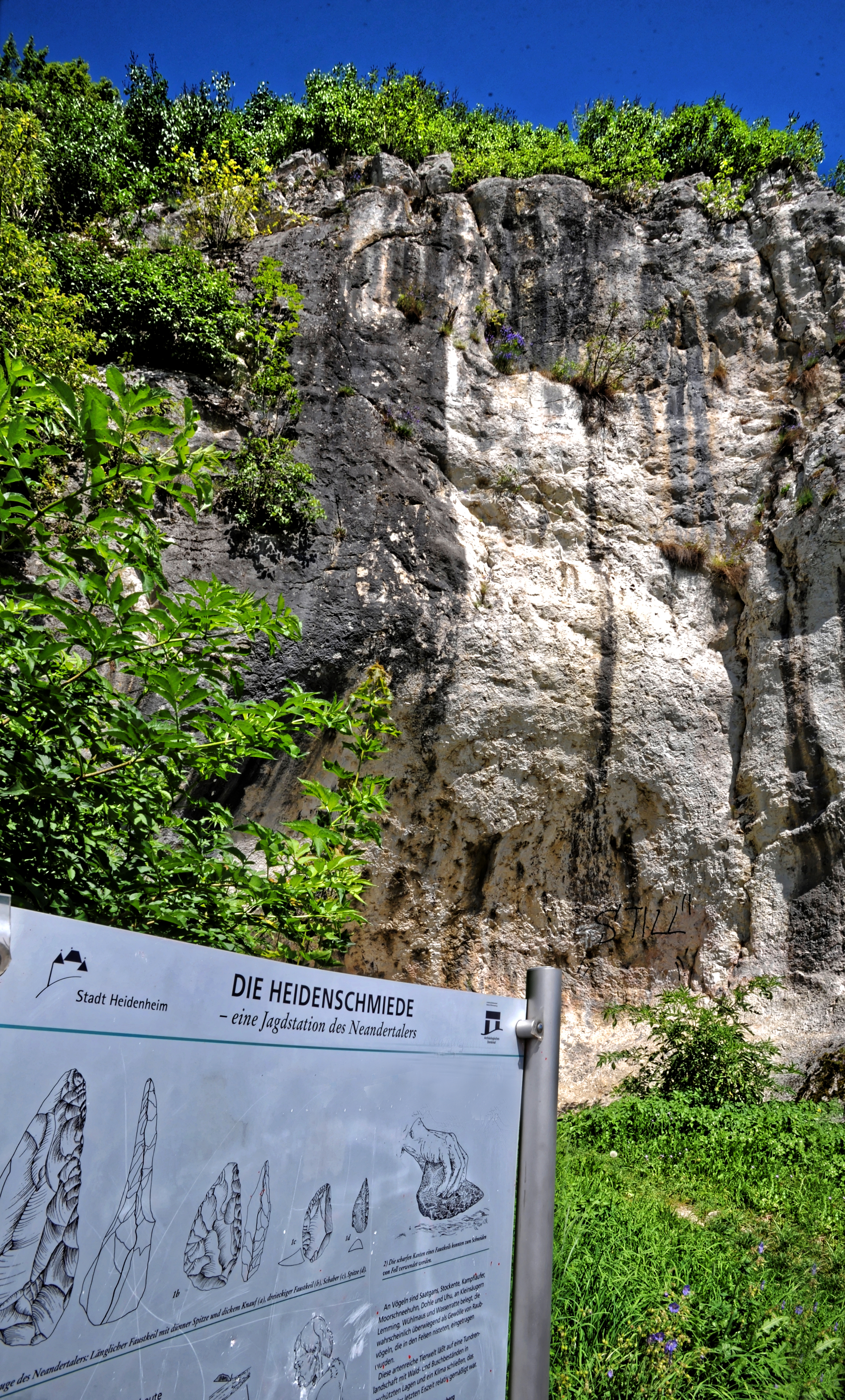
ハイデンシュミーデ岩窟

ハイデンハイム市域内の最初の人類の痕跡は、ハイデンシュミーデ修道院にある約7万年前のものである。現在のハイデンハイムの市域におけるネアンデルタール人の痕跡は、1999年に発見されたシュナイトハイムの手斧である。これはネアンデルタール人の末期に製作された。
継続的な集落は紀元前1300年頃に起源を持つ。特に、フュルザーメン農場付近には紀元前1200年から紀元前800年、ハルシュタット時代およびラ・テラーヌ時代の広範な集落跡が保存されている。
ローマ時代には紀元後85年頃、ハイデンハイムに千人以上の兵が駐留するカストラ Aquileia があった。ここには駐留部隊 Ala II Flavia milliaria が常駐していたが、その後、おそらく159年頃に北のアーレンに移動した。カストラ Aquileia は初め、アルプリーメスの東端にあたっていた。しかしその後すぐに5つのローマ街道が交差する戦略上重要なこの町は、非軍事面でも重要な都市となり、現在のバーデン＝ヴュルテンベルク州で最大のローマ都市となった。発掘はこの入植地の面積が少なくとも15ヘクタール、ただし20ヘクタールには及ばなかったことを証明している。この他に、発掘によってローマ時代の立派な行政機関の建物の遺構が発見されたが、その詳しい機能は完全には明らかになっていない（2005年5月現在）。その規模、位置、およびその他の証拠から Aquileia は、おそらくローマ時代の行政管区（キウィタス）の首邑であったと推定される。223年以後アレマン人がローマの国境防衛施設（オーバーゲルマニシュ＝レティシャー・リーメス）を突破した。260年のローマ帝国のリーメス放棄はローマ時代のハイデンハイムの終焉を意味した。新たなアレマン人支配の下でどれ程のローマ人が存在したかは明かでないが、その可能性は非常に高い。

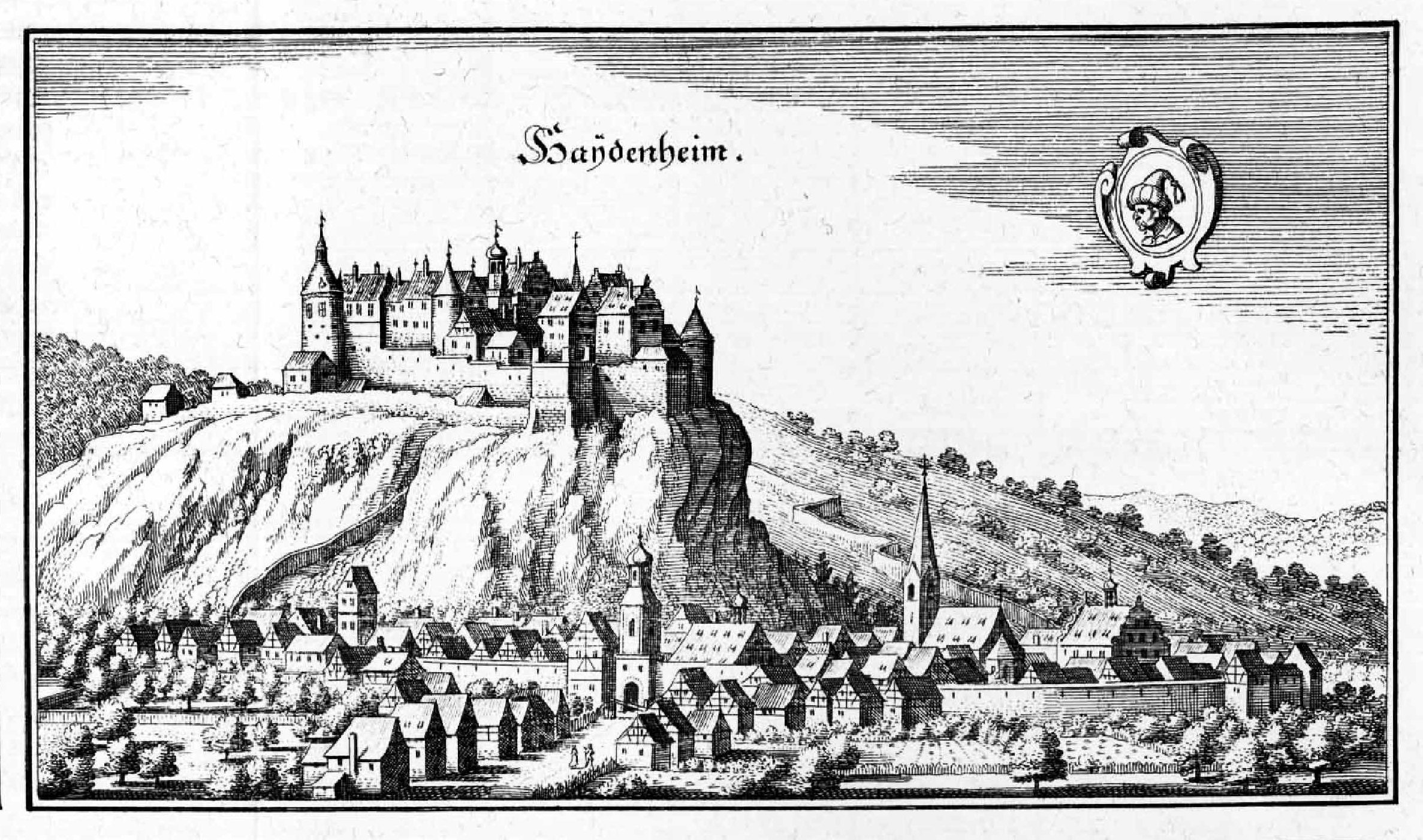
1650年に出版されたマテウス・メーリアンの銅版画に描かれたハイデンハイム

民族移動時代の Aquileia/ハイデンハイムに関しては解っていない。だが8世紀にはすでにハイデンハイムが初めて（再び）文書に記録されている。中世都市の基盤は、ハイデンシュタイン城の建設によって用意された。市壁は1190年から1420年までの間に段階的に建設されていった。本市の市場開催権は1356年に皇帝カール4世によって授与あるいは確認された。この街はヘルフェンシュタイン伯の治世を経て1448年にヴュルテンベルク領となった。1462年から1504年までこの街は、一時的にバイエルン領に属した。後には短期間ながらウルムに属したこともある。この街はヴュルテンベルク時代にはアムト（地方行政区分）の本部所在地であり、1803年までヴュルテンベルク公領の飛地であった。1806年に新たに創設されたライン同盟の中のヴュルテンベルク王国として獲得した領土によってこの街はヴュルテンベルク本体と一体化することができた。アムト・ハイデンハイムは1807年にオーバーアムトに昇格し（オーバーアムト・ハイデンハイム）、1938年にハイデンハイム郡に改組された。この郡は、1973年の郡域再編でほとんど変更がなされなかった。
ハイデンハイムには、早くも1590年に機能的な水道システムが存在していた。このシステムは、ブルネンミューレ水源から城の近くの高架水槽に送水し、現在の旧市街に水を供給していた。
1607年から1632年の魔女狩りで10人の女性が被害を受けた。魔女裁判の多くは薪の山での火刑によって終結した。その最初の被害者はホイヒリンゲンの「大マリア」と呼ばれたマリア・エヒスレであった。
経済面における村落から都市への発展は、特に、ローマ時代からすでに採掘されていたボーンエルツ（鉄鉱石）の採掘と精錬であった。この経済分野の重要性は、19世紀初めに最初はヴァッサーアルフィンゲン（現在はアーレンの一部）、その後ルール地方からの強力な競合相手によって失われていった。工業化は徐々に進行していった。
ハイデンハイムは1864年に建設中のブレンツ鉄道を介して王立ヴュルテンベルク邦有鉄道の鉄道網に接続した。

### 20世紀、21世紀
布の生産の分野においてもハイデンハイムは重要であった。オストアルプ（シュヴェービシェ・アルプの東部）で栽培されていた亜麻から亜麻布が作られていた。19世紀初めの木綿の輸入によってテキスタイル産業が始まったが、第二次世界大戦後には国際的な競合によって重要性を失っていった。1920年には「ハイデンハイムのキルシュ戦争」と呼ばれる果物価格高騰に端を発する抵抗運動が起こった（キルシュはサクランボの一種）。
1926年8月1日、ハイデンハイム航空デーに事故が起こった。着陸体制の飛行機（ハインケル HD 21）が突風にあおられ、観客席に突っ込んだ。機体は横転し、墜落停止した。観客5名が死亡、7名が負傷したが、パイロットは無事であった。
ハイデンハイム市は1925年に人口2万人を超えた。1935年にハイデンハイムは、ドイツの自治体法に基づきシュタットクライス（直訳: 都市郡、郡と同等の権利を有する都市）となったが、引き続きオーバアムト・ハイデンハイム（1938年以後はハイデンハイム郡）の一部であり続けた。
第二次世界大戦中、1941年10月から1942年11月まで、市の高台にある警察学校にダッハウ強制収容所の分所が置かれ、50人が収監された。1944年12月から1945年4月までここにはナッツヴァイラー＝シュトルトホーフ強制収容所から20人の強制労働班が送致され、警察学校に1944年から駐在する武装親衛隊親衛隊女子補助員軍団の世話にあたった。戦後、旧強制収容所分所は難民収容所に転用された。1945年10月にフォイトジートルンクに2つめの難民収容所が設けられ、そのためにドイツ人住民がすべて立ち退かされた。ここには主にポーランド周辺の住民が収容されたが、1946年にはそのほとんどがユダヤ人難民であった。一時期2,620人が生活していたこの両収容所は、1949年8月に閉鎖された。
ハイデンハイムは1948年に郡庁所在地となり、1958年4月1日にバーデン＝ヴュルテンベルク州自治体法の発効に伴い大規模郡都市に格づけられた。1957年10月19日、市名に「アン・デア・ブレンツ」が公式につけられた。
1970年代の地域再編に伴い隣接する2つの自治体を合併したことにより、ハイデンハイムは現在の市域を占めることとなった。
1984年にハイデンハイムでバーデン＝ヴュルテンベルク州郷土の日が開催された。2003年12月、内市街のディスコの前で3人のユダヤ系移民の若者がネオナチに殺害されたことでハイデンハイムは全国的に知られることとなった。これに対して若者たちは市の協力を得て、暴力に反対する様々な活動を行うプロジェクト「Bekennt Farbe」（「意思表明する」という意味の慣用句である）を立ち上げた。
ハイデンハイムはさらに2006年に州の庭園博の開催地となった事でも知られている。2010年にマリア・ベゲルル事件（未解決の殺人事件）が起こった。

### 市町村合併
以下の町村がハイデンハイム・アン・デア・ブレンツ市に合併した。
- 1910年: シュナイトハイム（アウフハウゼンを含む）
- 1937年: マーゲルシュテッテン
- 1971年1月1日: オッゲンハウゼン[13]
- 1974年7月1日: グロースクーヘン（クライスクーヘン、ニートハイム、ローテンゾールを含む）[14]

## 住民

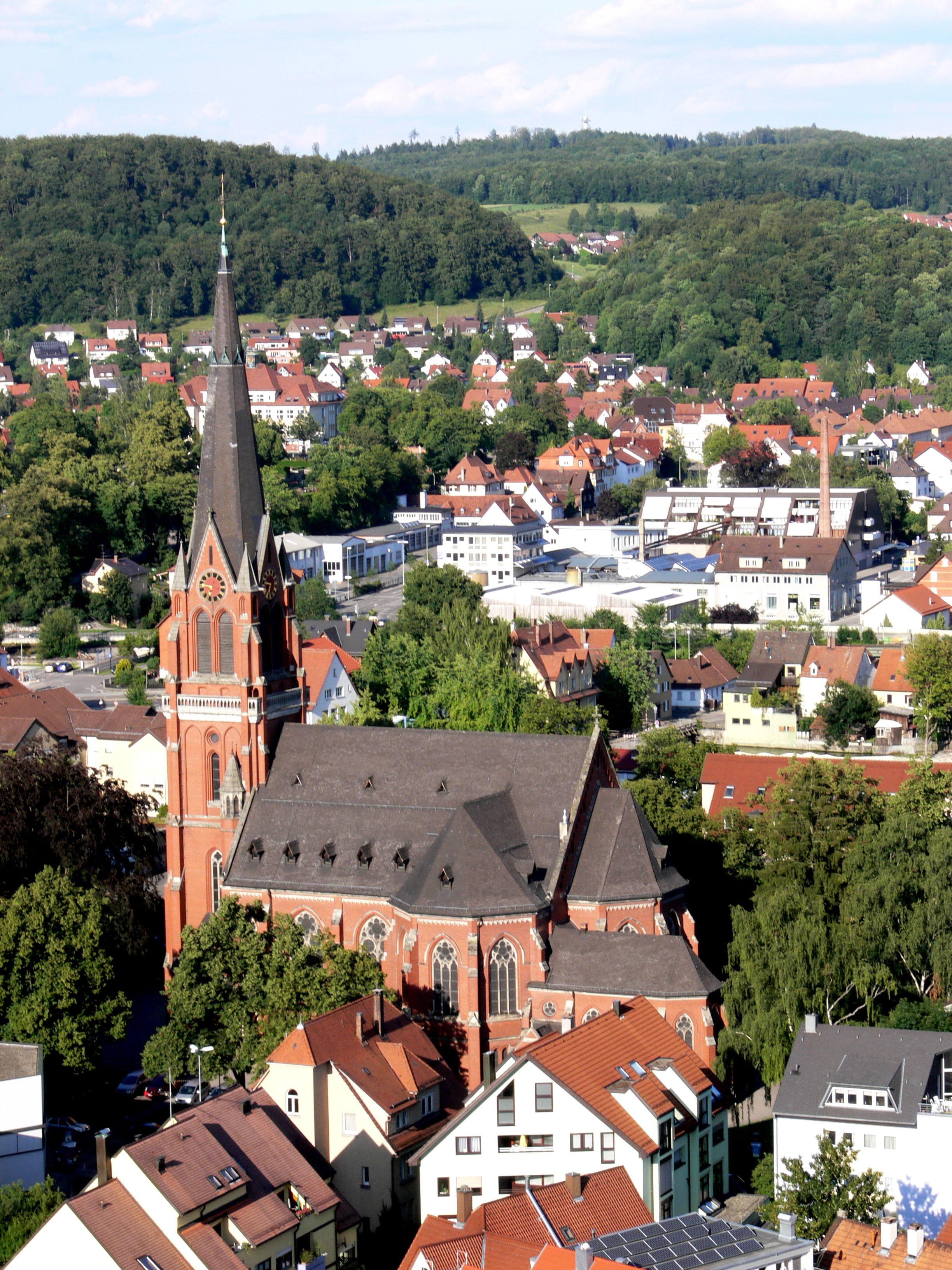
ハイデンハイムのパウルス教会

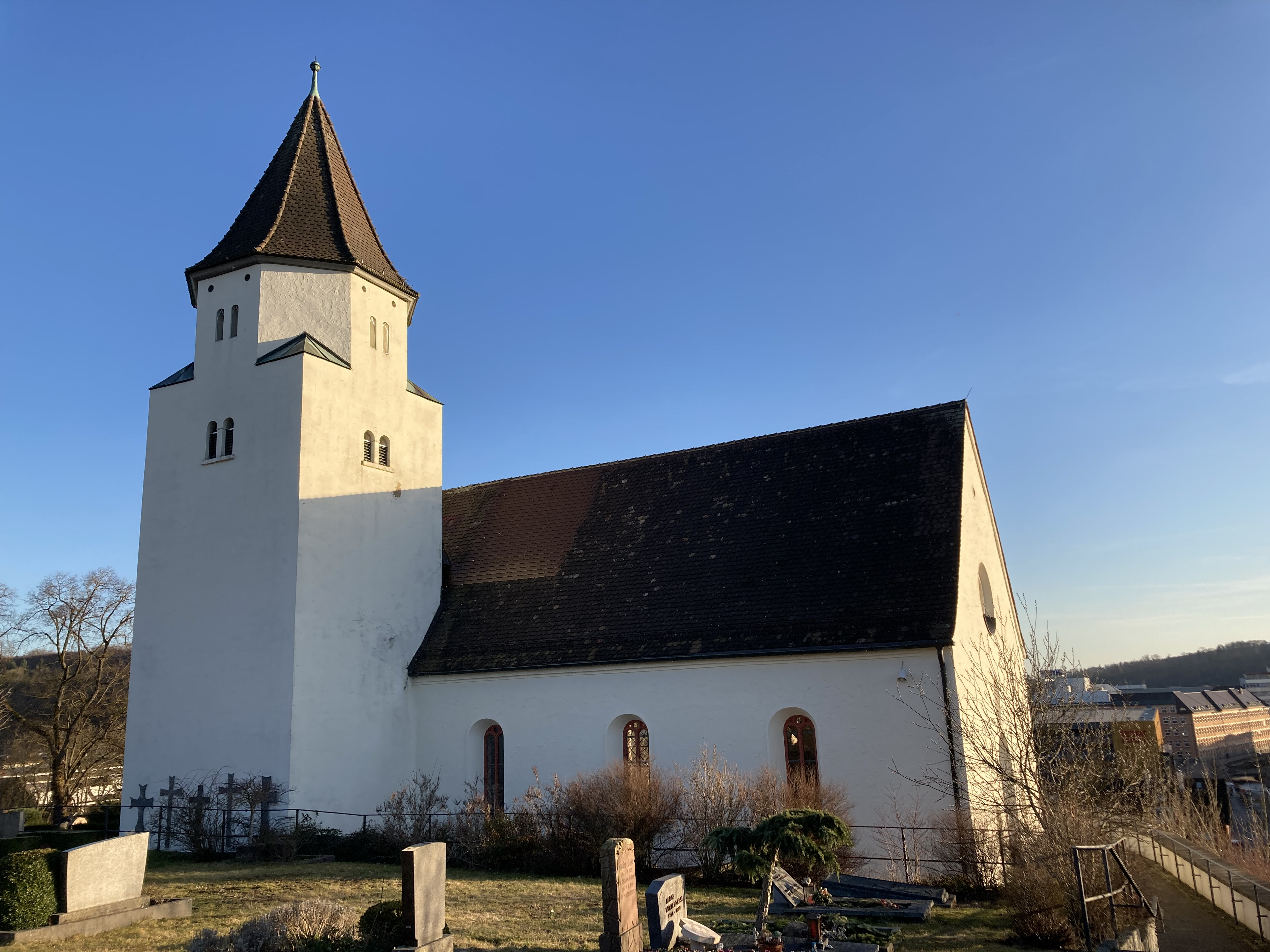
ハイデンハイムのペータース教会（墓地教会）

### 宗教
ハイデンハイムの住民は元々アウクスブルク司教区に属し、ハイデンハイム教区会に含まれていた。1524年にウルムから宗教改革の影響が及び始めた。この街は当時ヴュルテンベルク公領に属していたので、1535年からウルリヒ公によって宗教改革がなされ、その後何世紀にもわたってプロテスタントの街であった。この頃この街は教区監督官の所在地であり、パウルス教会（1897年建造）が監督座教会であった。しかしハイデンハイムの最初の教区教会はトーテンベルクのペータース教会であった。この教会は元はロマネスク教会であったが何度も改築され、現在は墓地教会として利用されている。16世紀にはミヒャエルス教会が教区教会として使われていた。この教会は1200年頃に建設された。1578年に建て直され、1621年に増改築がなされた。塔は1687年に増築され、1767年の増改築でさらに拡張された。1897年にパウルス教会が建設されたことで教区監督官座が移された。ミヒャエル教会は現在もパウルス教会の説教所となっている。
20世紀にハイデンハイムの人口が増加したため、新たな教会が組織された。1958年にクリストゥス教会（教会堂は1956年）とヨハネス教会（教会センターを含む教会堂は1963年）、1972年にヴァルト教会（教会堂は1975年、ただしこの教会組織は1926年には既に木造の小教会を有していた）、和睦教会、ツィンツェンドルフ教会が創設された。これらの中核市区にある6つの教会は、福音主義ハイデンハイム統合教会を形成している。
マーゲルシュテッテンとシュナイハイムでも、古くからヴュルテンベルクに属していたため、宗教改革が行われた。このため両地区にはそれぞれの福音主義教会と教会堂がある。マーゲルシュテッテンは初め、ボルハイム（現在はヘルブレヒティンゲンの一部）の支教会であったが、1700年に独立した教区となった。現在の教会は1843年に、その2年前に取り壊された教会があった場所に建設された。シュナイトハイムの教会は17世紀に新たに建設されたのだが、この集落にはそれ以前にも1344年に最初の記録が遺る教会があった。オッゲンハウゼンは教会上はツェシンゲンに属し、初めはカトリックであった。しかしここでも17世紀にプロテスタント化がなされた。1834年に独自の教区が設けられまではナットハイムの教会に属していた。地区の教会は、1732年に礼拝堂に替えて建設された。グロースクーヘンはエッティンゲン伯の支配下に属していたためカトリックに留まった。ネーレスハイム修道院が村の教会の運用権を有していた。現在グロースクーヘンに住んでいるプロテスタントはシュナイトハイムから移り住んだ人々である。ハイデンハイム市内のすべての福音主義教会は、ヴュルテンベルク福音主義州教会のハイデンハイム監督管区に属している。さらにハイデンハイムには Altpietistischer教会組織もある。2001年初めにはハイデンハイムにブリュッケンゲマインデ共同体が創設された。この共同体は福音主義州教会に属しており、教会と距離を置く人々に霊的な体験を与えることを使命としている。
カトリック信者は19世紀以降に再びハイデンハイムに現れるようになった。1882年にカトリックの聖マリア教会が建設され、1886年に独立した教会区が設けられた。2つめのカトリック教会である聖三位一体教会は1961年に建設され、1962年に教会区が設けられた。マーゲルシュテッテンには1957年にクリストケーニヒ教会が建設され、1961年に教会区が設けられた。この3つの教会は現在、ロッテンブルク＝シュトゥットガルト司教区ハイデハイム首席司祭区の Seelsorgeeinheit（司牧会単位）3を形成している。シュナイトハイムでは1951年に聖ボニファティウス教会が建設され、1961年に教会区が設けられた。グロースクーヘンの聖ペトルスおよびパウルス教会は、古い教会の基礎壁上に1736年に建設された。この教会の教会区にはクラインクーヘンも含まれている。クラインクーヘンでは、聖ウルリヒ教会が1517年と1746年に建設されている。聖ボニファティウス教会と聖ペトルスおよびパウルス教会の2つの教会区は、隣接するケーニヒスブロンのマリア被昇天教会とともに Seelsorgeeinheit 2 を形成している。オッゲンハウゼンのカトリック信者は、同じくハイデンハイム監督管区のナットハイムのヘルツ・イエズ教会 (Seelsorgeeinheit 1) に属している。
二大キリスト教会の他にハイデンハイムにはいくつかの自由教会が存在する。福音主義自由教会組織（バプテスト教会）、福音主義メソジスト教会、インマヌエル教会、福音主義クリショーナ教会、エクレシア教会、Volksmission entschiedener Christen などである。
この他の宗教団体として、新使徒教会、エホバの証人、キリスト者共同体もある。また、フォイトジートルンクとヴェストシュタットに2つモスクがある。

### 人口推移
各時点の市域における人口（この街を主たる居住地とする人口）を以下に示す。数値は、推測値、人口調査結果、バーデン＝ヴュルテンベルク州統計局の公式研究結果に基づく。
|  |  |

## 行政

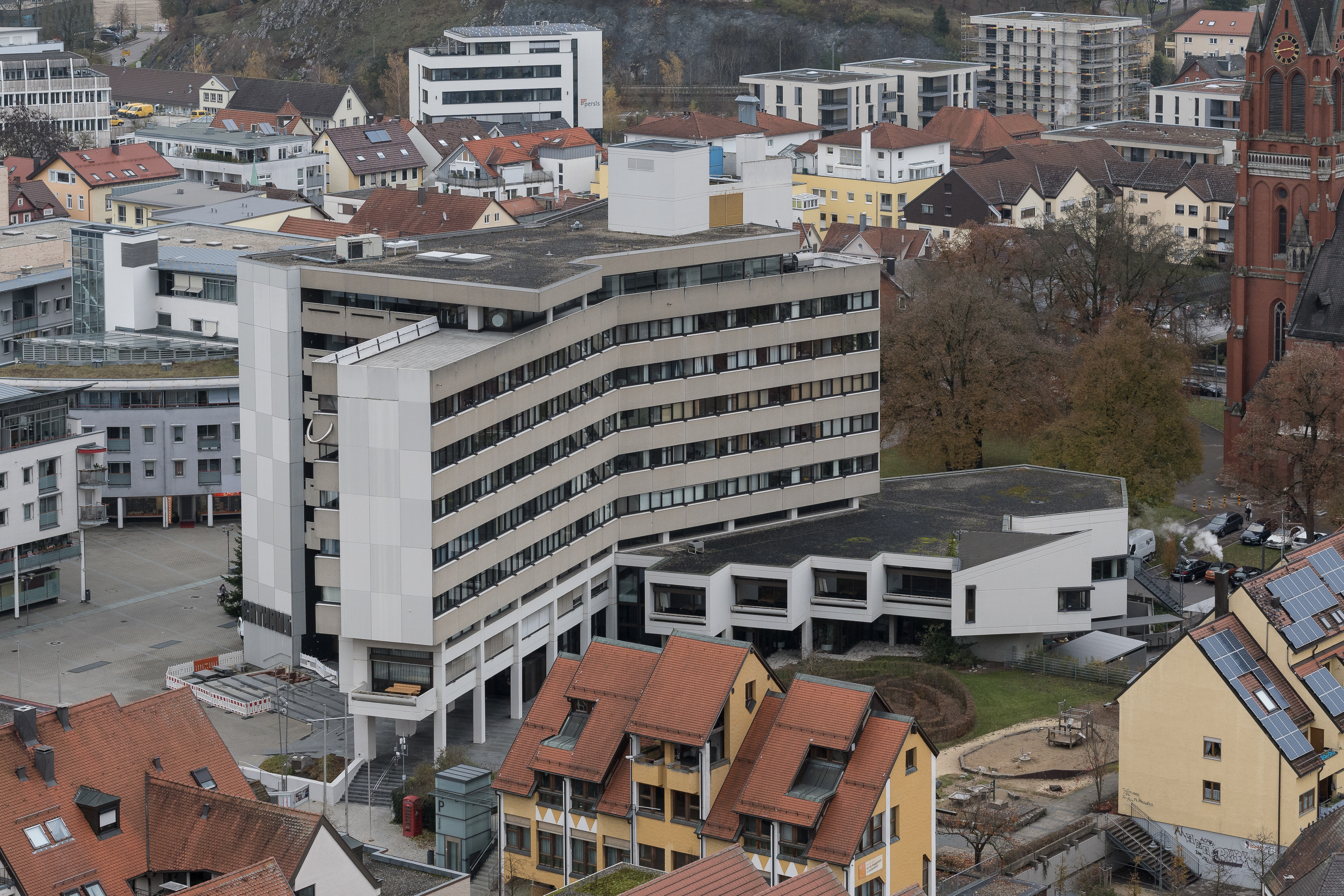
ハイデンハイム・アン・デア・ブレンツ市庁舎

### 議会
市議会は、選挙によって選出される名誉職の市議会議員と、議長を務める市長で構成される。市長は市議会における投票権を有している。ハイデンハイムでは unechten Teilortswahl という方式で選挙が行われている。この選挙方式では過剰議席が生じる。2024年の選挙後の総議席数は35（その前回の2019年の選挙後は33）である。

### 首長
ハイデンハイム・アン・デア・ブレンツのトップは、ヴュルテンベルク公領の時代には裁判所（当時は司法と行政が分離されていなかった）の責任者であるフォークト（代官）であった。その後オーバーフォークト、さらにオーバーアムトマンまたは侯領の裁判所長官のシュルトハイスであった。1802年からビュルガーマイスター（市長）と12人の副官が行政を担った。1819年にはシュタットシュルトハイスが市を主導した。1822年からその補佐として市議会が設けられた。1907年から市のトップは公式に「オーバービュルガーマイスター」（上級市長）という名称になった。上級市長は8年ごとに直接選挙で選出される。上級市長は市議会の議長でもある。第1副市長の正式名称は「ビュルガーマイスター」である。
第二次世界大戦後の首長を以下に列記する。
- 1945-1945: パウル・シュヴァーデラー
- 1945-1946: ヴェルナー・プラッパート
- 1946-1948: ヴェルナー・クリーフォート
- 1948-1956: カール・ラウ
- 1956-1957: エルンスト・ランゲンゼー
- 1957-1969: エルマー・ドッホ
- 1969-1993: マルティン・ホルヌング
- 1993-2000: ヘルムート・ヒンメルスバッハ
- 2000-2021: ベルンハルト・イルク

市の幟旗

- 2021-2029: ミヒャエル・ザロモ

### 紋章と旗
図柄: 金地に青い襟の赤い服を着て、青いつばの赤い異教徒の帽子を被り、髭を生やした異教徒 (ドイツ語: Heiden) の頭部。
現在知られている最も古い市の印章は、地口の図像である異教徒の頭部に 86 の数字が添えられている。押印されている書類が1538年のものであることやその様式から、この 86 という数字は、1486年と関連付けられる。奇妙なことに、ルネサンス装飾がなされたより新しい印章には1356年という年号が記されている。バイエルン州グンツェンハウゼン近郊の市場町ハイデンハイムの同じ図柄の紋章（1556年）と区別するために、16世紀末に彩色が施された。旗は、市長事務局によれば、1935年4月1日にドイツ自治体令が発効する以前から用いられていた。旗は、赤-青である。

### 姉妹都市
ハイデンハイム・アン・デア・ブレンツ市は以下の都市と姉妹都市関係にある。
- クリシー（フランス、オー＝ド＝セーヌ県）1958年
- ザンクト・ペルテン（オーストリア、ニーダーエスターライヒ州）1968年
- ニューポート（イギリス、グウェント（英語版））1981年
- シサク（クロアチア、シサク＝モスラヴィナ郡）1988年
- デーベルン（ドイツ語版、英語版）（ドイツ、ザクセン州）1991年
- イフラヴァ（チェコ、ヴィソチナ州）2002年

友好都市:
- 潜江市（中華人民共和国、湖北省）1994年

援助・協力関係
- イフラヴァとその周辺地域「イグラウアー・シュプラハインゼル」（直訳: イフラヴァ方言地域（イグラウはイフラヴァのドイツ名）（ズデーテン地方）1957年

## 経済と社会資本

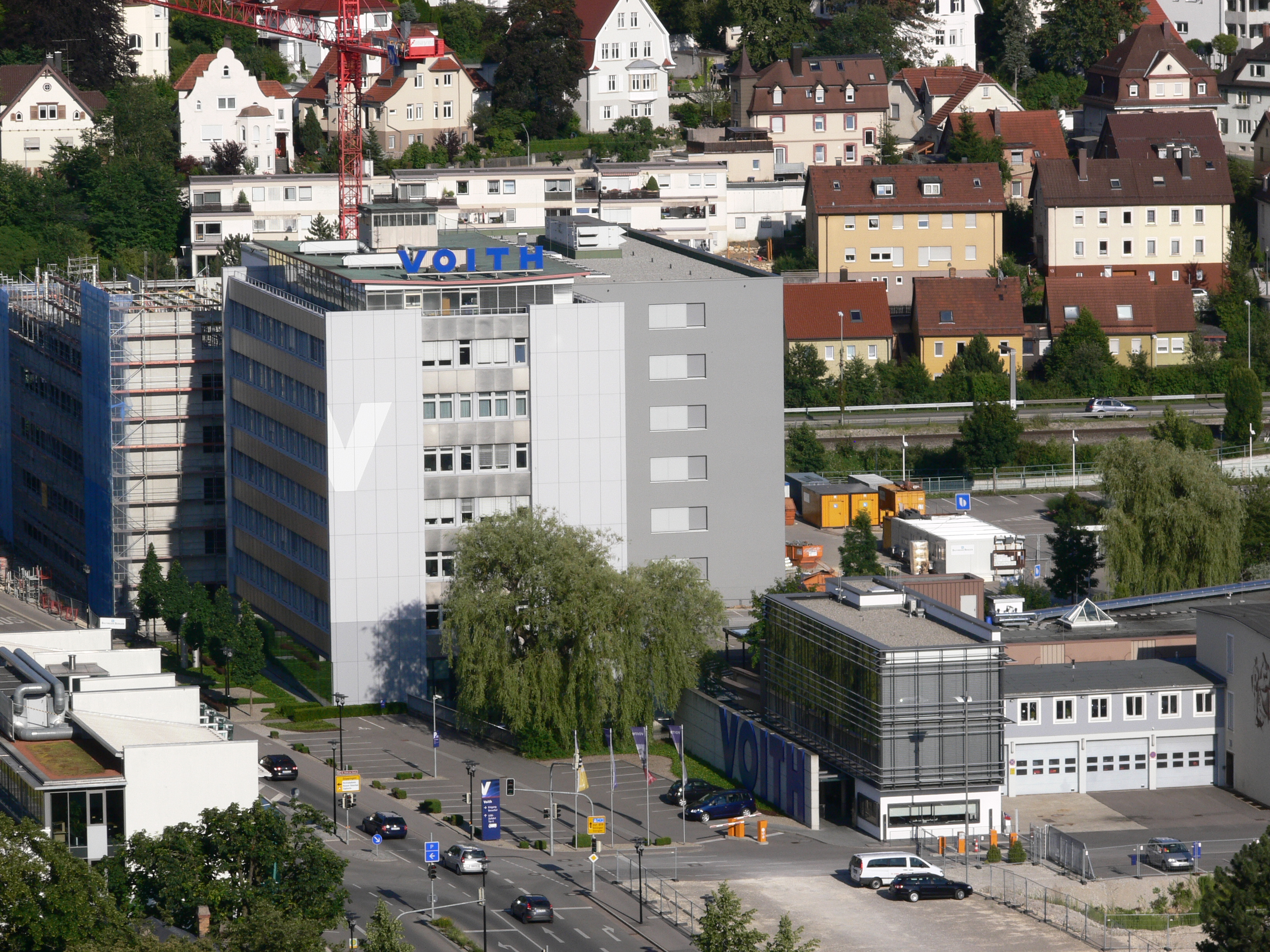
フォイト本社

ハイデンハイムは伝統的に工業が盛んである。2006年には社会保険支払い義務のある就労者の 43.2 % が製造業に従事していた。地域最大の雇用主がフォイト（機械製造）で、約4,500人の職場を有する。他には、医療用テープ（ハルトマン・グループ）、包装材料（カール・エーデルマン）、電子製品（オスラム、TDKエレクトロニクス）、シュヴェンク・セメントや一連の中小企業がある。さらにカール・ツァイス財団やオストヴュルテンベルク商工会も本部を置いている。

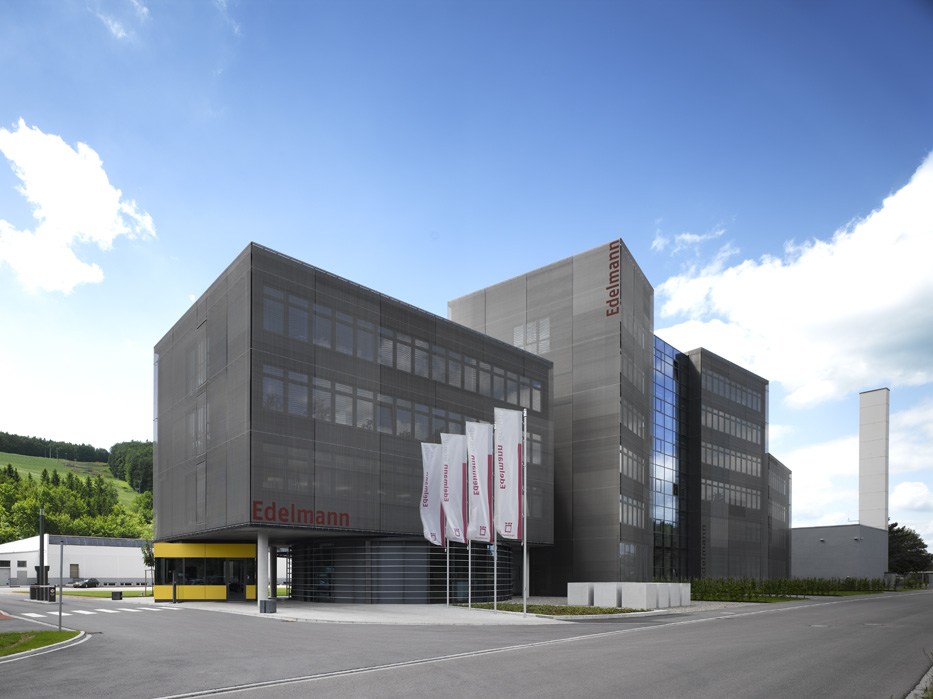
カール・エーデルマン本社
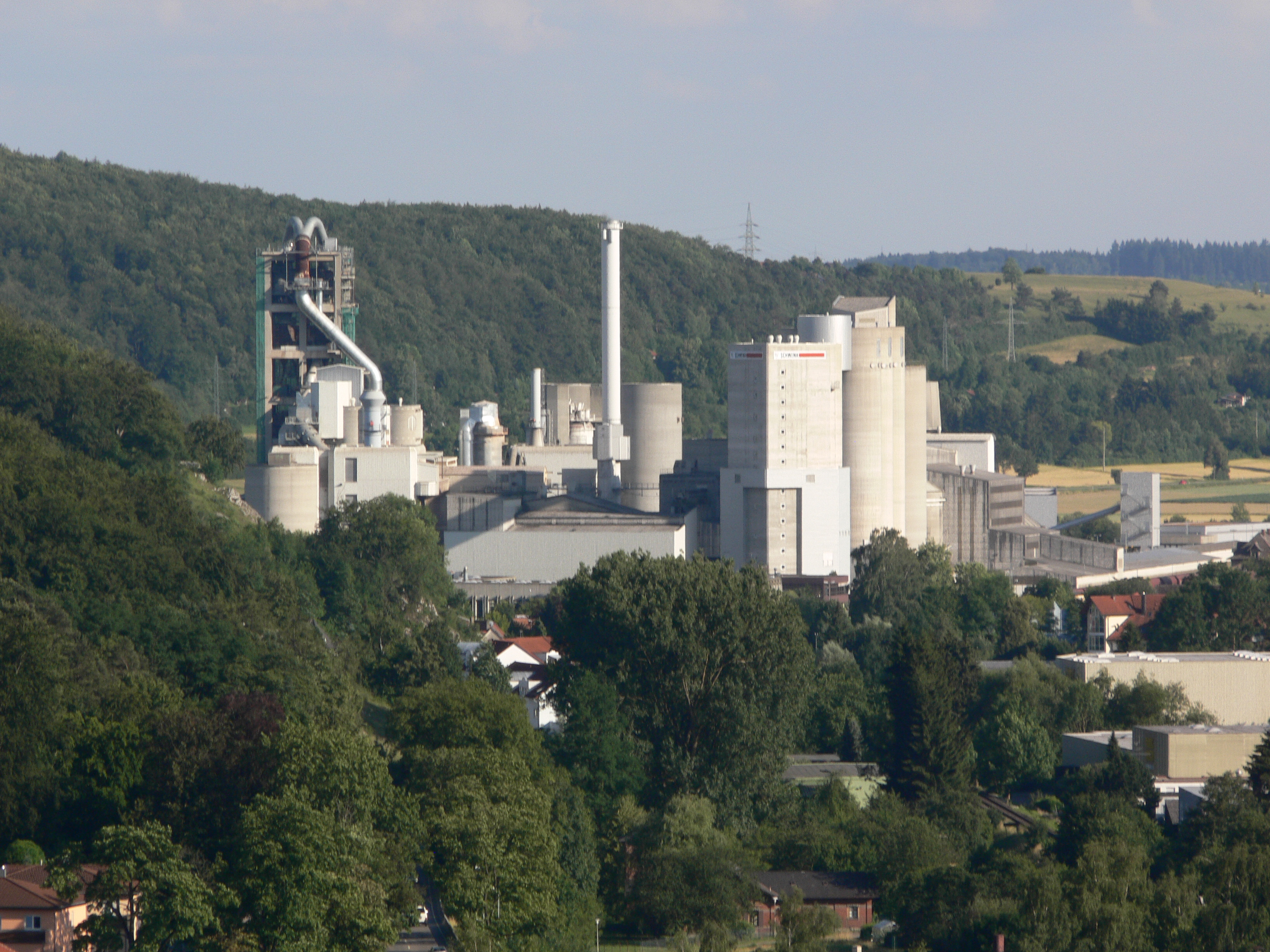
シュヴェンク・セメントの製造プラント（マーゲルシュテッテン地区）
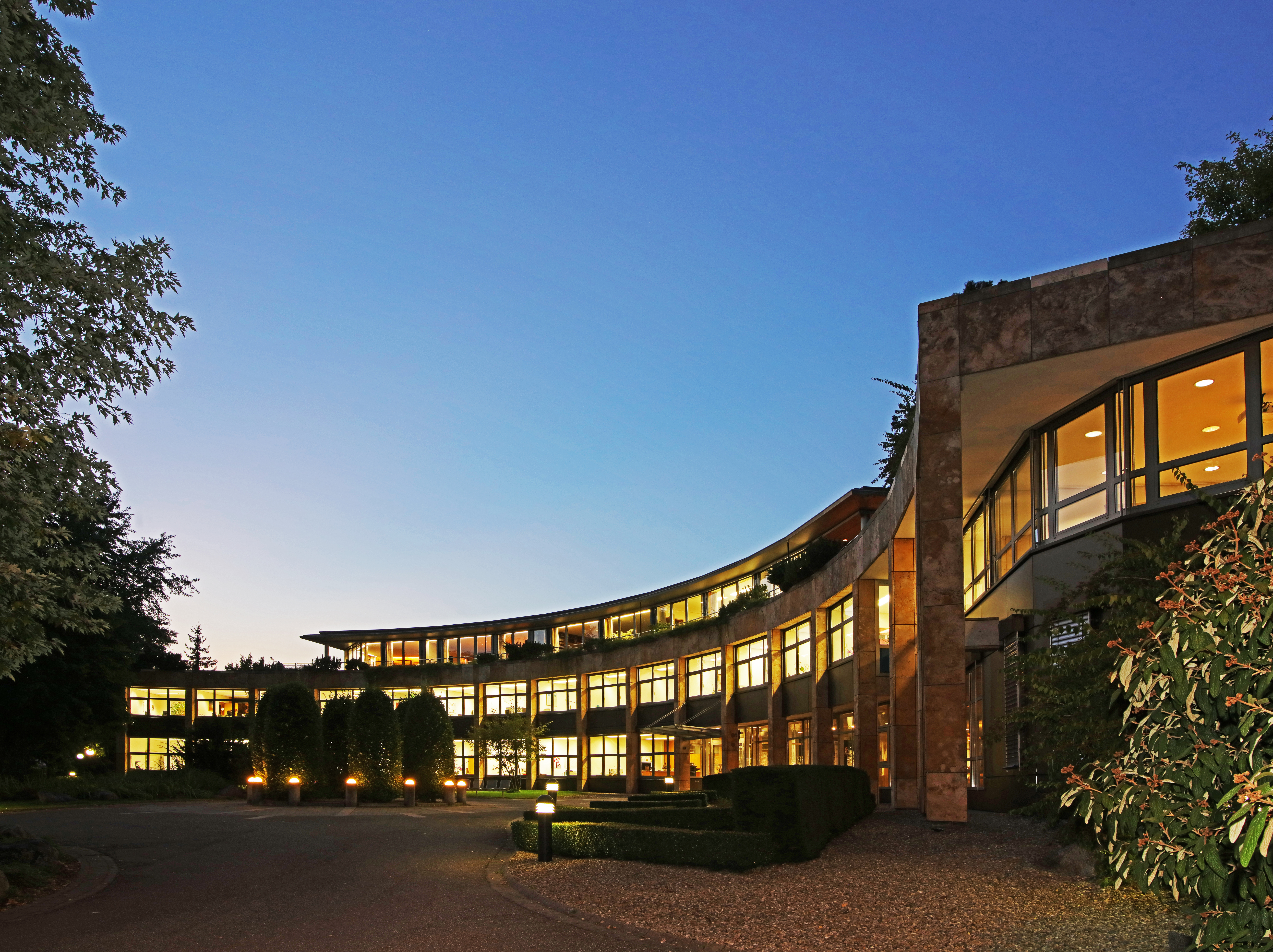
オストヴュルテンベルク商工会

### 交通

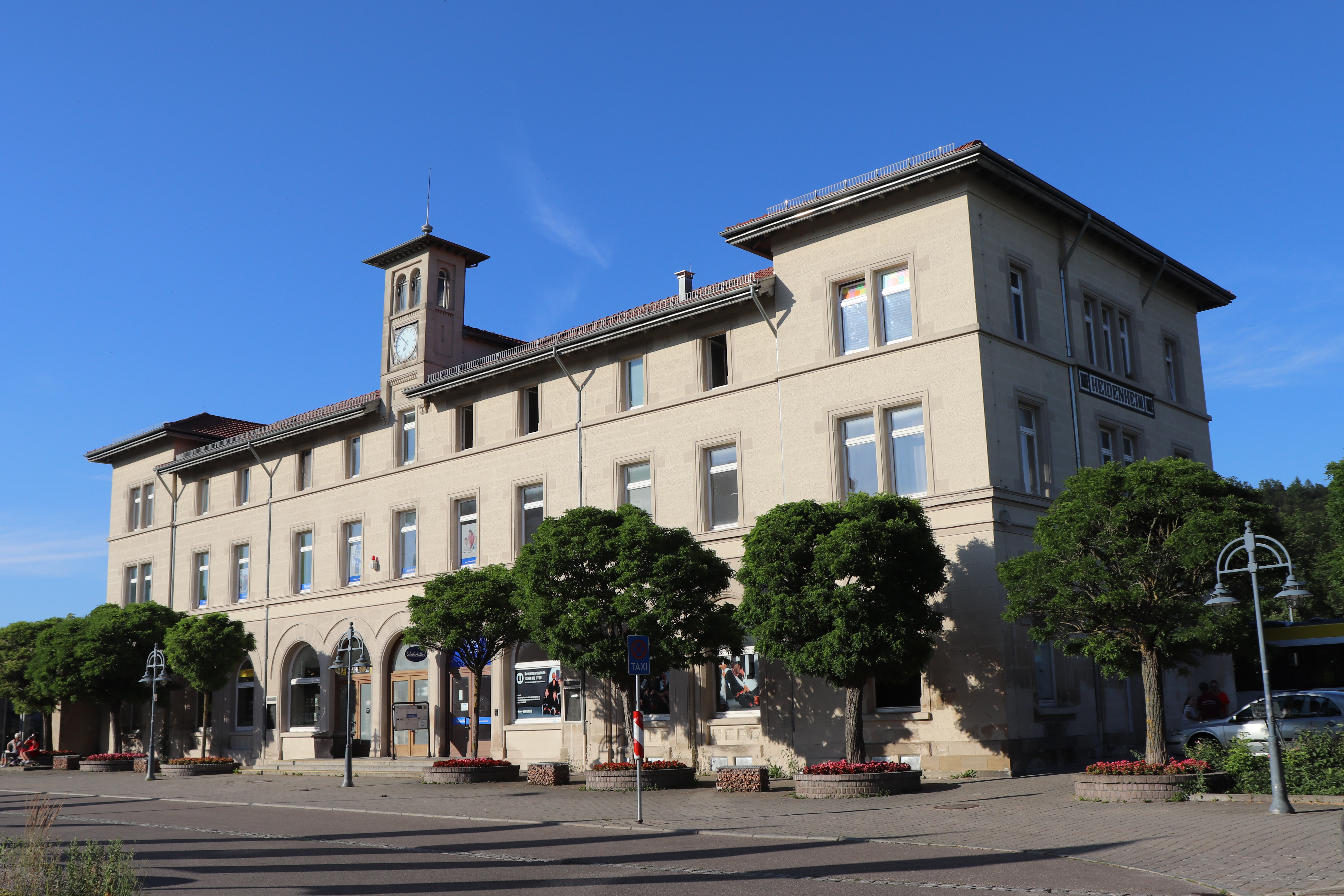
ハイデンハイム駅

本市はブレンツ鉄道 アーレン - ハイデンハイム - ウルム線沿線に位置しており、ハイデンハイム運賃連合に加盟している。市内にはハイデンハイム交通連盟の多くのバス路線が運行しており、公共近郊旅客交通サービス (ÖPNV) を提供している。
ハイデンハイム・インターチェンジを持つアウトバーン7号線が近郊を通っており、連邦道19号線と466号線が市内を貫き、ドイツの広域自動車網に接続の便が良い。
ハイデンハイムの約 20 km 北東にアーレン＝ハイデンハイム飛行場がある。ここには定期便は就航していない。
ローテンブルク・オプ・デア・タウバーからオストアルプを経由してドナウ河畔のウルムまで達する広域自転車道ホーエンローエ＝オストアルプ＝ヴェークがこの街を通っている。

### 公共機関

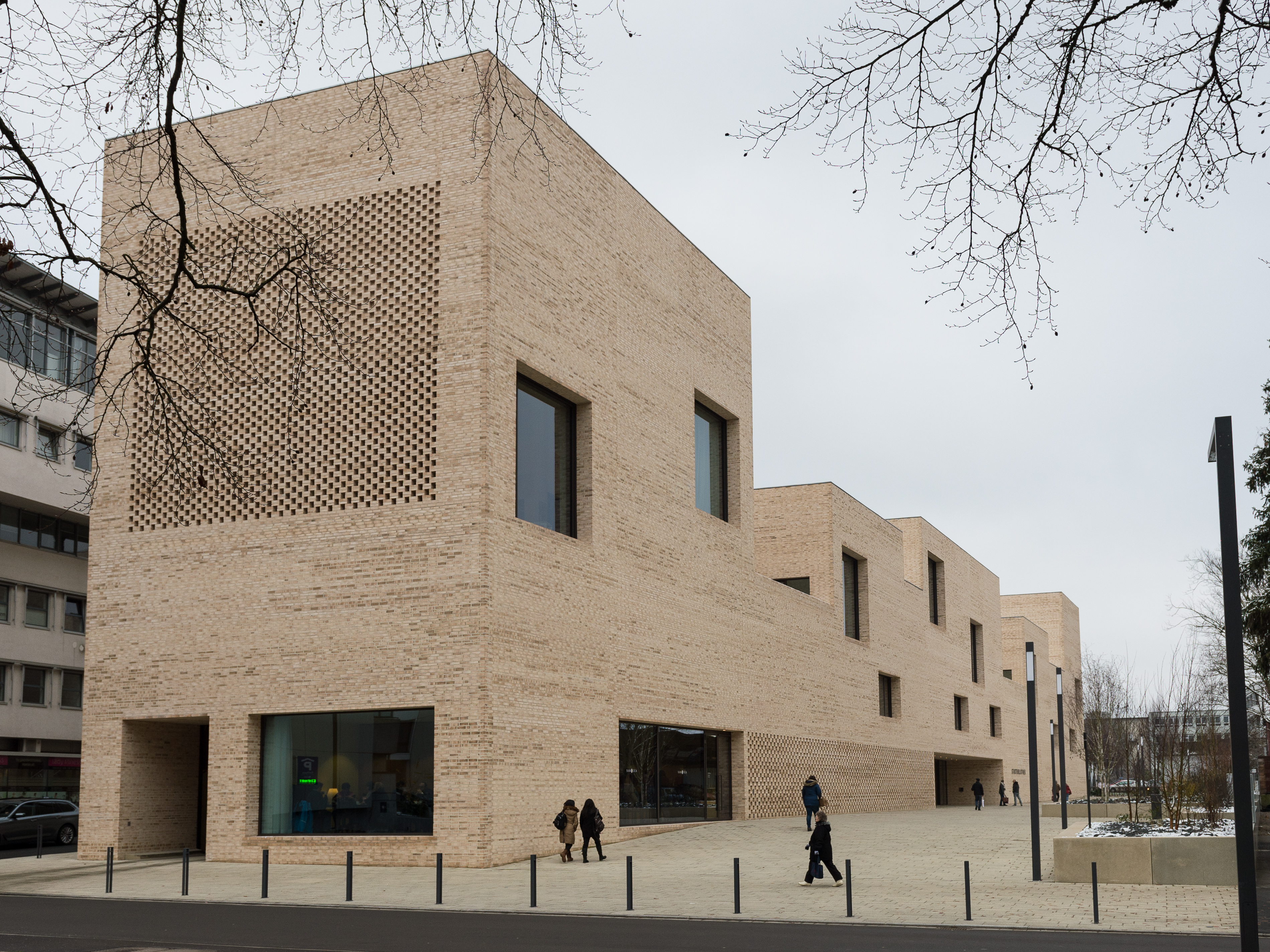
ハイデンハイム市立図書館新館

ハイデンハイムには区裁判所がある。この裁判所はシュトゥットガルト高等地方裁判所管区エルヴァンゲン地方裁判所管区に属す。税務署と公証人役場もある。また、ハイデンハイム郡の郡庁所在地でもある。
本市は、ヴュルテンベルク福音主義州教会ウルム教会監督長管区ハイデンハイム教会管区の教区監督官所在地である。カトリックのロッテンブルク＝シュトゥットガルト司教区ハイデハイム首席司祭区もこの街に本部を置いている。
1967年2月から2012年8月まで、バーデン＝ヴュルテンベルク州は、市の中心部であるヘルムート＝ボルネフェルト通りにハイデンハイム刑務所を置いていた。この建築群は2014年前半に取り壊された。その跡地には2017年にハイデンハイム市立図書館の新館が建設された。

### メディア

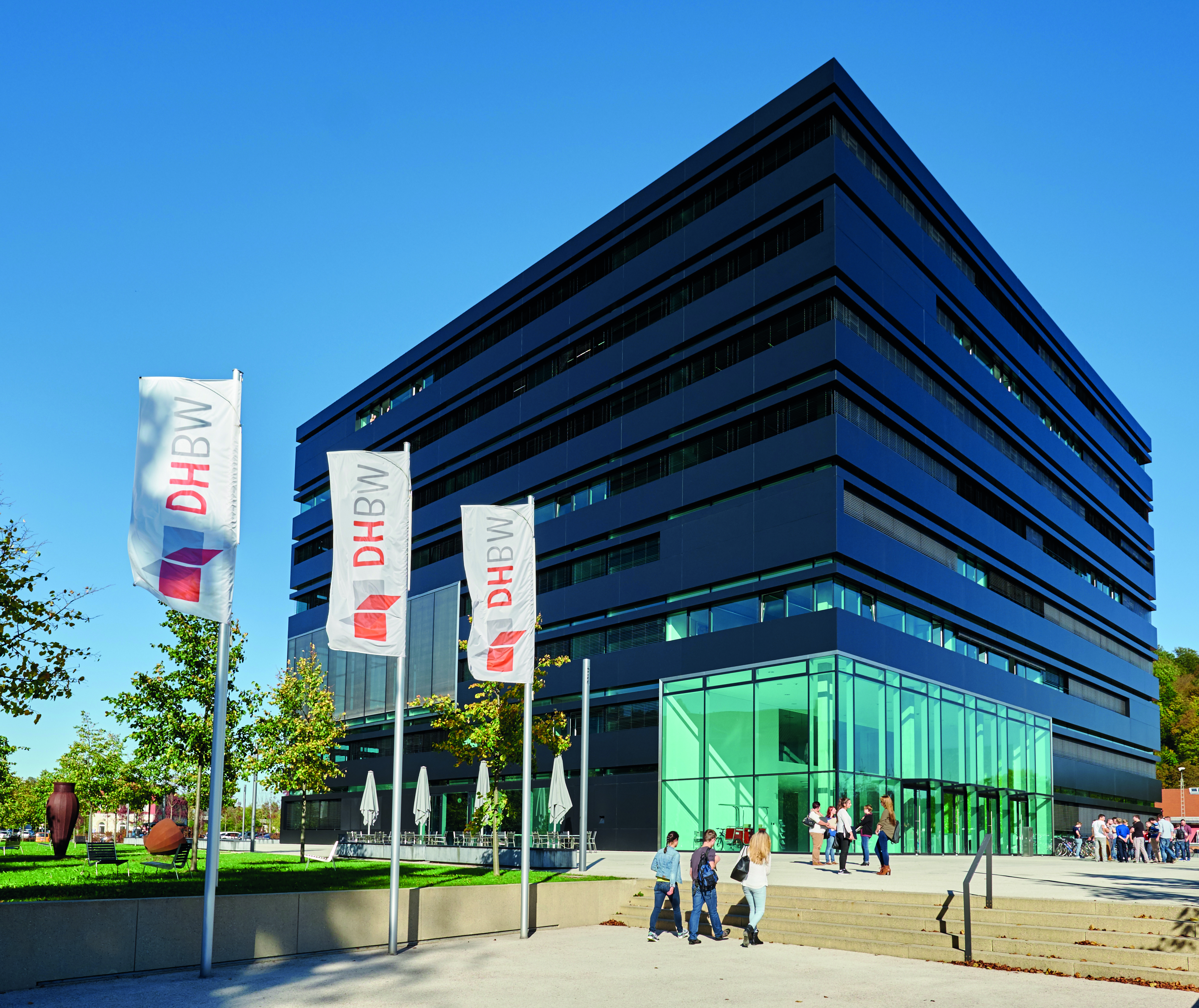
デュアーレ大学バーデン＝ヴュルテンベルク・ハイデンハイム

ハイデンハイムでは日刊紙として「ハイデンハイマー・ツァイトゥング」と「ハイデンハイマー・ノイエ・プレッセ」が刊行されている。水曜日には週刊紙「ノイエ・ヴォーヘ」が刊行される。「ハイデンハイマー・ツァイトゥング」の出版社は、月刊の青年誌「ノイゼ」と年4回の季刊誌「ダーハイム」を刊行している。この他に、独立した週刊のコマーシャルペーパー「アクトゥエル・ハイデンハイム」が水曜日に刊行されている。
ヘレンシュタイン城では SWR が4つの超短波放送ラジオ番組とテレビ番組「ダス・エルステ」のための放送局を運営している。シュミッテンベルクの送信塔からラジオ・トーン (104.2 MHz)、ドイチュラントラジオ・クルトゥール (100.8 MHz)、ドイチュラントフンク (94.0 MHz) が送信されている。

### 教育
ハイデンハイムには、デュアーレ大学バーデン＝ヴュルテンベルク・ハイデンハイム、6校の一般教育ギムナジウム（ヘレンシュタイン・ギムナジウム、マックス＝プランク・ギムナジウム、シラー・ギムナジウム、ヴェルクギムナジウム、自由福音主義シューレ (FES)・ギムナジウム、自由ヴァルドルフ学園ハイデンハイム）、3校の実科学校（アーダルベルト＝シュティフラー実科学校、オイゲン＝ガウス実科学校、FES）、3校の職業ギムナジウム（工学ギムナジウム、経済学ギムナジウム、マリア＝フォン＝リンデ＝シューレ）、2校の養護学校（クリストフォルスシューレ、オストシューレ）2校の基礎課程・実科学校（ヒルシェックシューレ・シュナイトハイム、ヴェストシューレ）、1校の総合学校（フリードリヒ＝フォイト＝シューレ）、6校の基礎課程学校（ベルクシューレ、グロースクーヘン基礎課程学校、オッゲンハウゼン基礎課程学校、ロイテネン基礎課程学校、ミッテルラインシューレ・シュナイトハイム、ラウフブーフシューレ）、1校の基礎課程・養護学校（ジルヒャーシューレ・ハイデンハイム）がある。

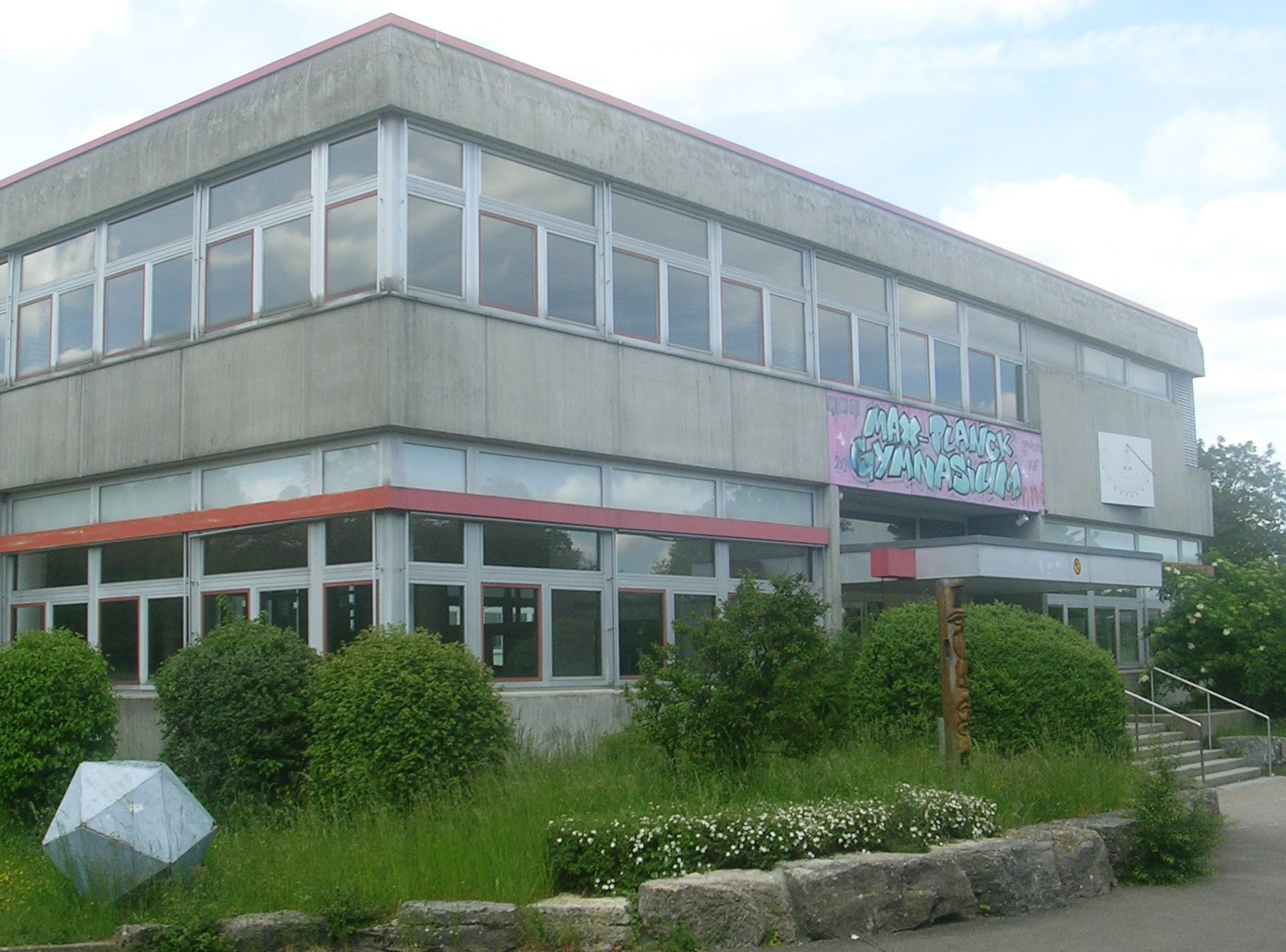
マックス＝プランク・ギムナジウム・ハイデンハイム
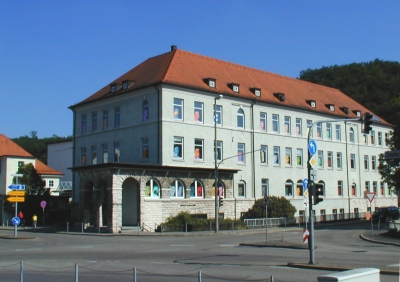
シラー・ギムナジウム・ハイデンハイム
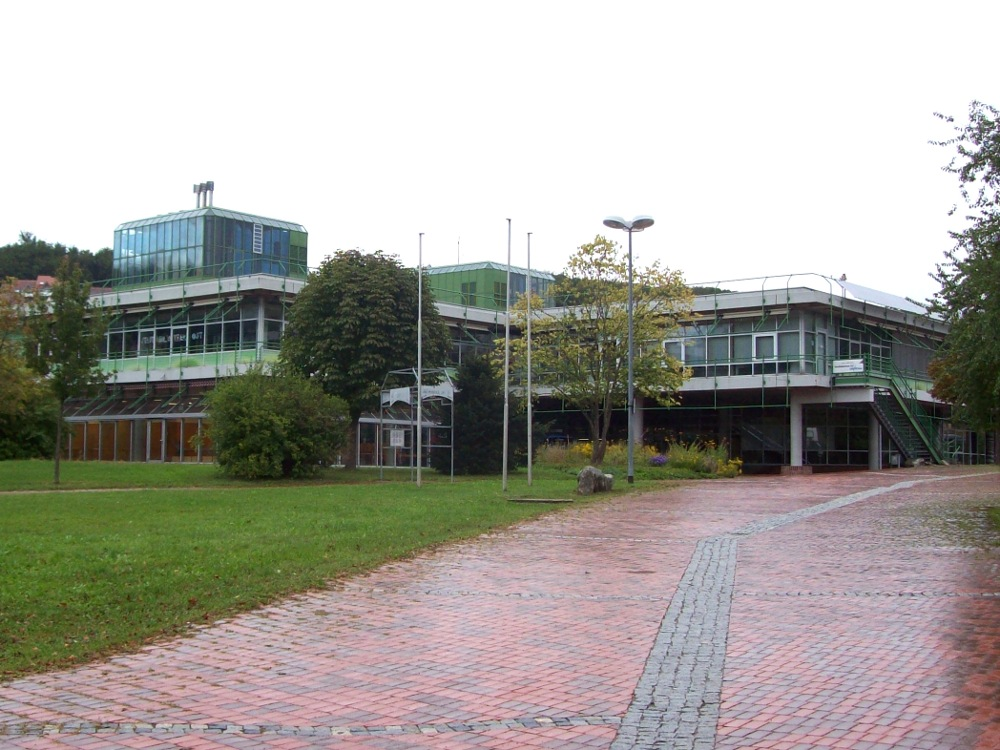
ヴェルクギムナジウム

ハイデンハイム郡は、職業学校（工学学校ハイト・テク、商業学校、マリア＝フォン＝リンデ＝シューレ家政学学校）および言語障害者のためのアルトゥール＝ハルトマン＝シューレの運営母体である。
民間学校としては、ハイデンハイム夜間実科学校 e.V.、ハイデンハイム自由福音主義学校 e.V.（幼稚園、基礎課程学校、実科学校、ギムナジウム）、自由ヴァルドルフ学園ハイデンハイム、カール＝デッティンガー＝シューレ（特別学校、特別職業学校、職業専門学校）、ケーニギン＝オルガ＝シューレ（視覚障害を有する子供のための寄宿生特別学校）、ドクトル・エンゲル私立職業学校、精神障害児童の自立援助を行う学習幼稚園、コンラート＝ビーザルスキ＝シューレの児童保護施設ヴィラ・クンターブント（レハ＝ジュートヴェスト・オストヴュルテンベルク＝ホーエンローエ gGmbH が運営）がハイデンハイムの教育環境を補完している。
ハイデンハイムは、2022年1月1日から公式に「ホーホシュールシュタット」（大学街）の称号を用いている。

### スポーツ

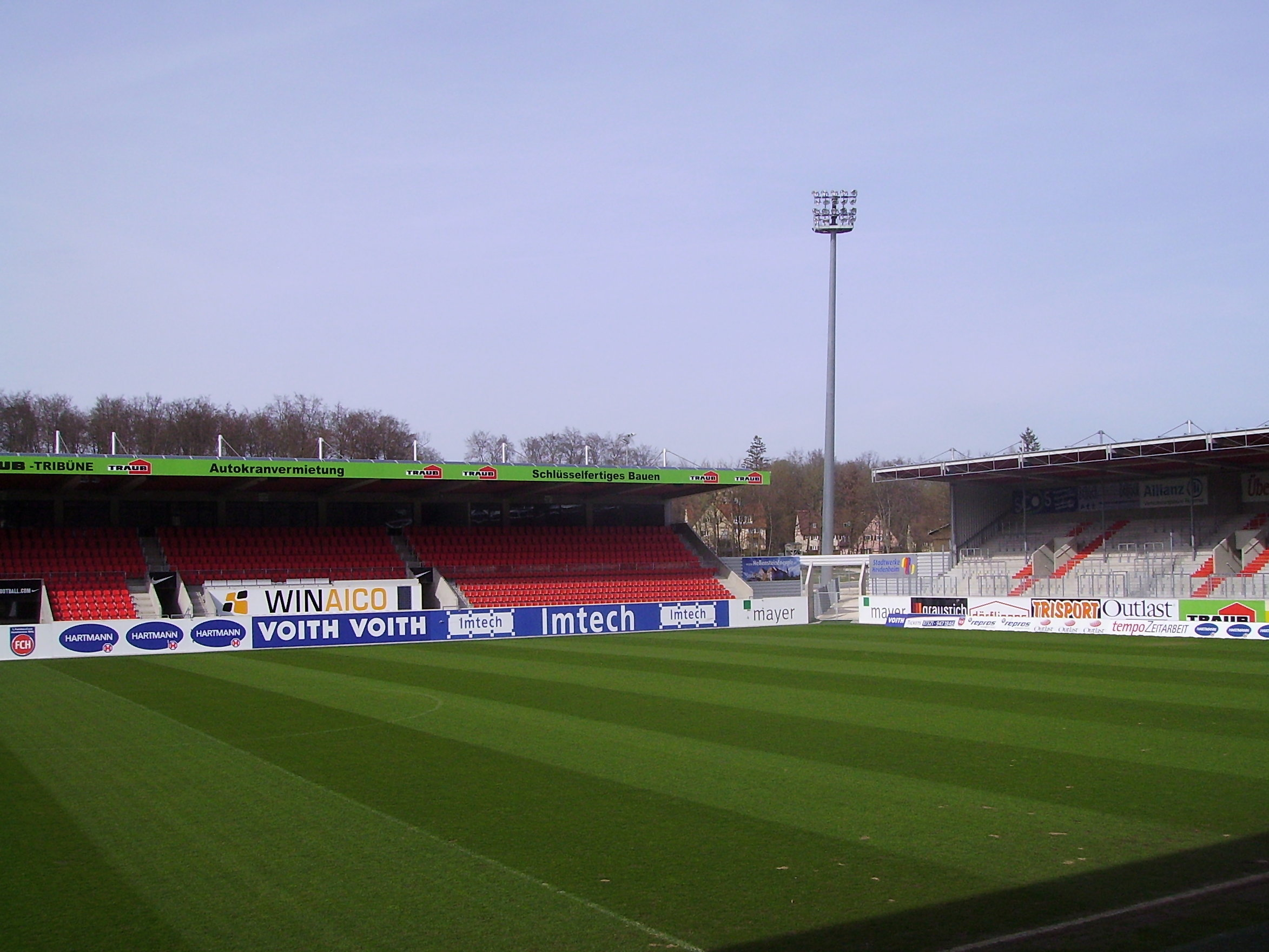
フォイト＝アレーナ

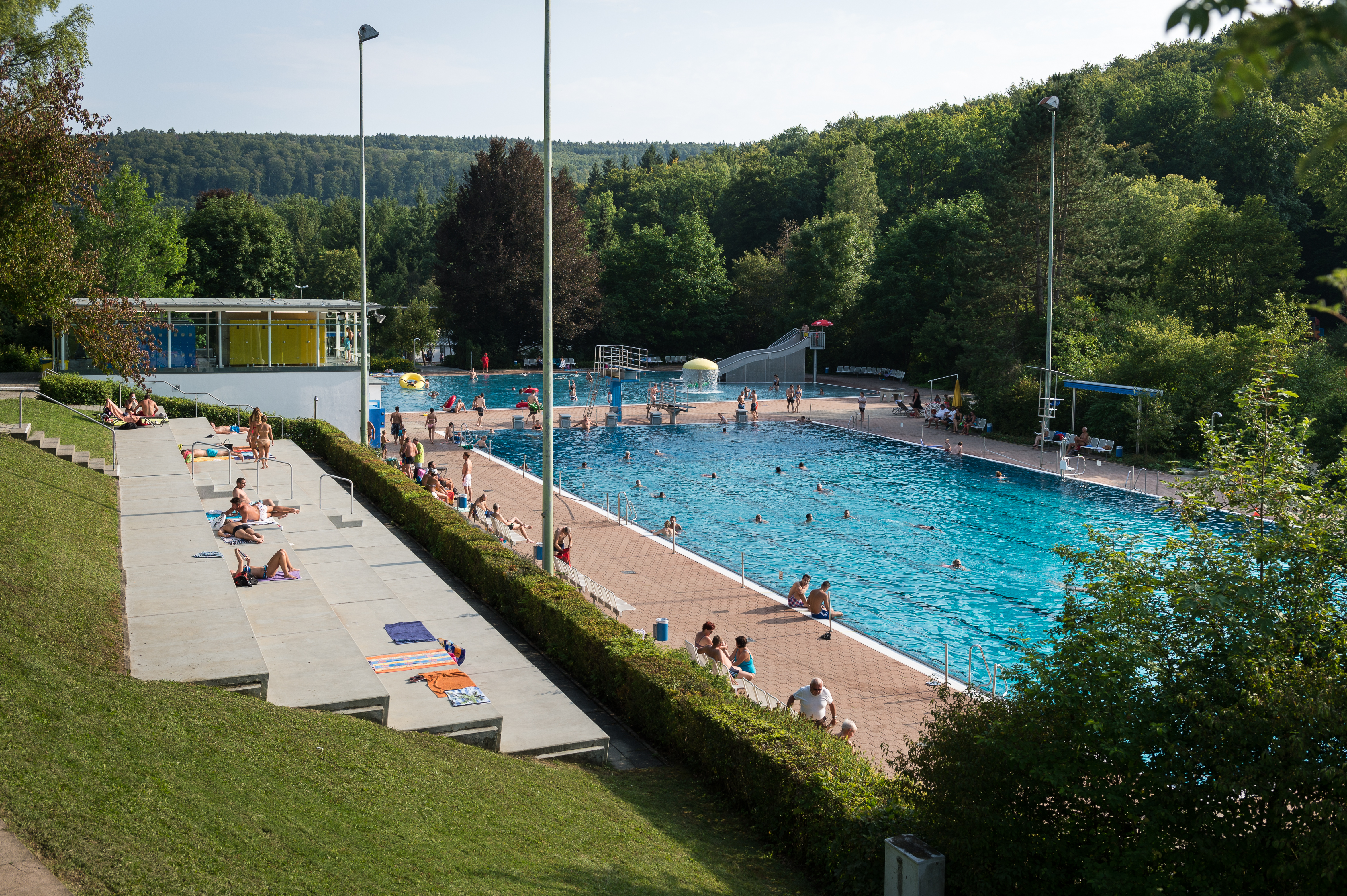
ヴァルトフライバート・ハイデンハイム

この街最大のサッカークラブが 1.FCハイデンハイムである。このクラブチームは、2014/15年シーズンからサッカー・ブンデスリーガ2部で活動していたが、2022/23年シーズンに優勝し、2023/24年シーズンからサッカー・ブンデスリーガに昇格した。ホームスタジアムは、シュロスベルクの旧アルプシュターディオン、現在のフォイト＝アレーナである。このスタジアムは、海抜 555 m にあり、ドイツのプロサッカーリーグで最も高い場所にあるスタジアムである。収容可能観客数は約15,000人である。2014年9月17日に行われた女子サッカーワールドカップ欧州予選のドイツ対アイルランドの試合が、ハイデンハイムで初めて行われたナショナルチームの試合であった。
ハイデンハイムで最大のスポーツクラブがハイデンハイマーSB である。このクラブには多くのスポーツ種目がある。また、テニスクラブの TCハイデンハイムもある。スポーツクラブ・マーゲルシュテッテンは、多くのサイクルフィギュア世界大会で優勝しており、国際的に知られている。
ハイデンハイムにはフェンシングの伝統があり、オリンピック銀メダル、世界選手権優勝8回、ヨーロッパ選手権優勝7回、ドイツ選手権優勝146回など、国内外の大会で選手が優秀な成績を収めている。
最大の盛り上がりを見せるスポーツ大会の1つが、2003年から毎年開催されているハイデンハイマー・シュパルカッセ＝シュタットラウフである。この大会ではハーフマラソンと 10 km 走が行われる。この他に同じ距離のインラインスケートのレースも開催されている。
この街の野球クラブ、ハイデンハイム・ハイデケプフェは、2009年、2015年、2017年、2019年、2020年、2021年、2023年にドイツ野球選手権で優勝している。ハイデケプフェのホームスタジアムであるニュー・ハイデケプフェ・ボールパークは、2010年ヨーロッパ野球選手権大会の試合が行われた3つの会場の1つである。
2007年、ハイデンハイムで DFB-フットサル＝カップが開催された。
ハイデンハイムの行政当局は2つのレジャープールを運営している。ガルゲンベルクのヘレンシュタインバート・アクヴァレーナと街の西端にあるヴァルトフライバート（直訳: 森の屋外プール）である。ヘレンシュタインバート・アクヴァレーナは、2014年にライフガード・ドイツ選手権の会場となった。
2012年から毎年10月初めに ADACラリー・バーデン＝ヴュルテンベルクがハイデンハイムとその周辺の特別ステージで開催される。
シュポルトパルク・アム・ホーホベルク・ハイデンハイムは、年間を通じて、ハイデンハイムの西に位置するホーホベルクのスロープリフトを運営している。夏には自転車愛好家、冬にはウィンタースポーツに利用されている。

## 文化と見どころ

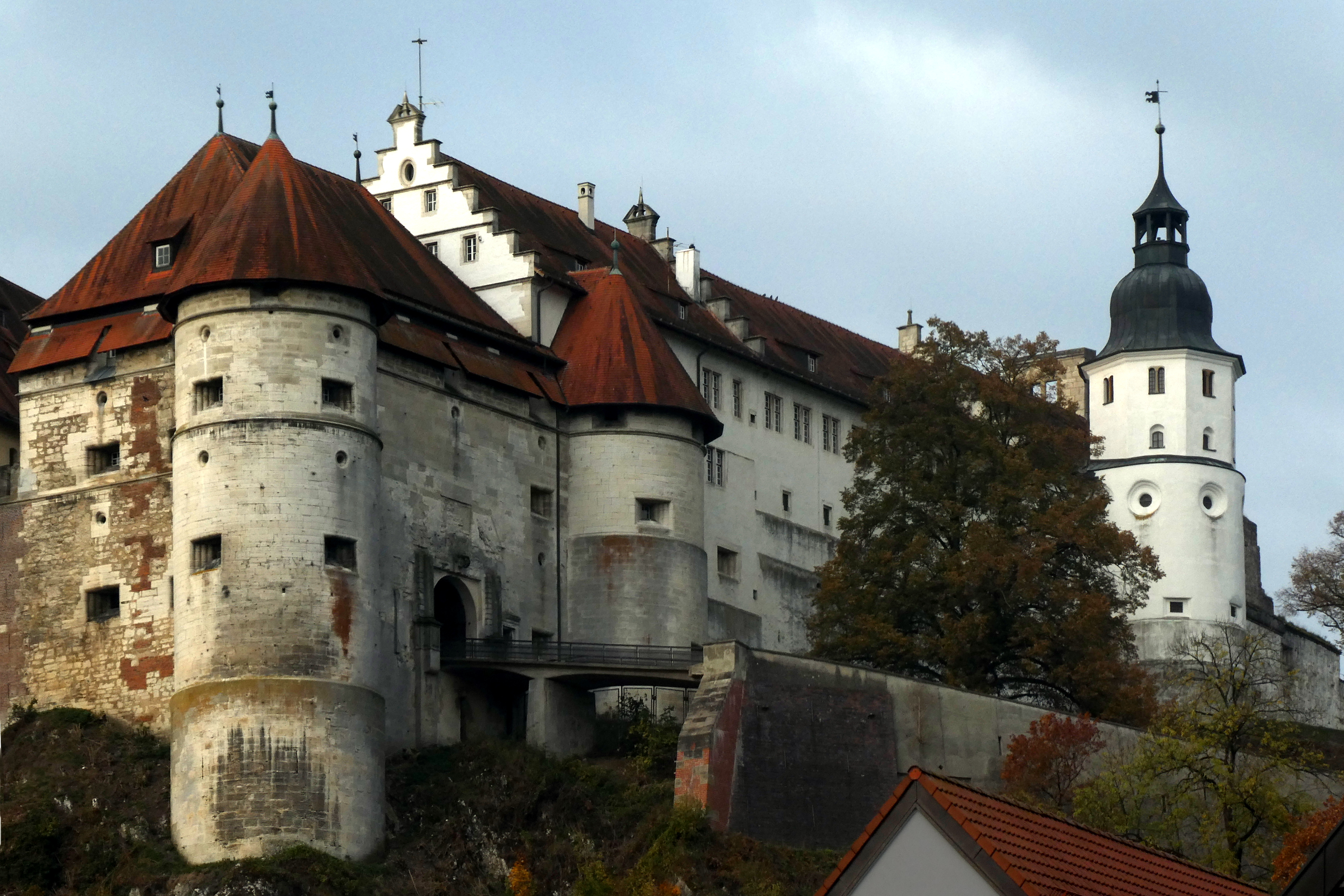
ヘレンシュタイン城

### 建築
ハイデンハイムの最も重要な建物で、市の象徴的建造物となっているのがヘレンシュタイン城である。この城からはハイデンハイムとその周辺を一望することができる。泉がある城館付属庭園も見どころである。その周辺すぐ近くには、半ば森の中に作られた自然劇場や自然公園/鳥獣園「アイヒェルト」がある。
内市街には、福音主義ミヒャエルス教会（市の旧教区教会）、クネプフレスヴェシェリン＝ブルネン（直訳: クネプフレを洗う女の泉）があるエルマー＝ドッホ館（旧市庁舎）、ウンテーレ・トーア（直訳: 下の門）、ヴァルデンマイアー邸、市民の塔「テュルムレ」（直訳: 小塔）、織工居住区、ハイデンシュミーデ岩窟、旧計量事務所、旧ペータース教会（現在は墓地教会）がある。1913/14年に建設されたコンツェルトハウスが内市街の南端を形成している。
中核市区にあるその他の教会としては、福音主義パウルス教会（1895-1898年建造、現在の主教会、教区監督座教会）、クリストゥス教会（1956/57年）、ヨハネスおよび和解教会がある。カトリックの教区教会である聖マリア教会は1882/83年に建設された。その後1961年にカトリックの三位一体教会が建設された。
市区部には以下の教会がある。
- マーゲルシュテッテン: 1843年にカール・アレクサンダー・ハイデルホフによって建設された福音主義教会、1957年建造のクリストケーニヒ教会
- シュナイトハイム: 17世紀に建設された福音主義教会、1951年に建設されたカトリックの聖ボニファティウス教会
- オッゲンハウゼン: 1732年建造の福音主義教会
- グロースクーヘン: 1736年に古い教会の基礎壁上に建設されたカトリックの聖ペトルスおよびパウルス教会
- クラインクーヘン: 1517年と1746年に新たに建て直されたカトリック聖ウルリヒ教会

1924年に造られた機械製造業者フォイトのタービンホールは重要な産業文化財である。
シュロスベルク（直訳: 城山）のヘレンシュタイン城からわずか数メートル離れた場所に、2009年に会議センターが建設された。

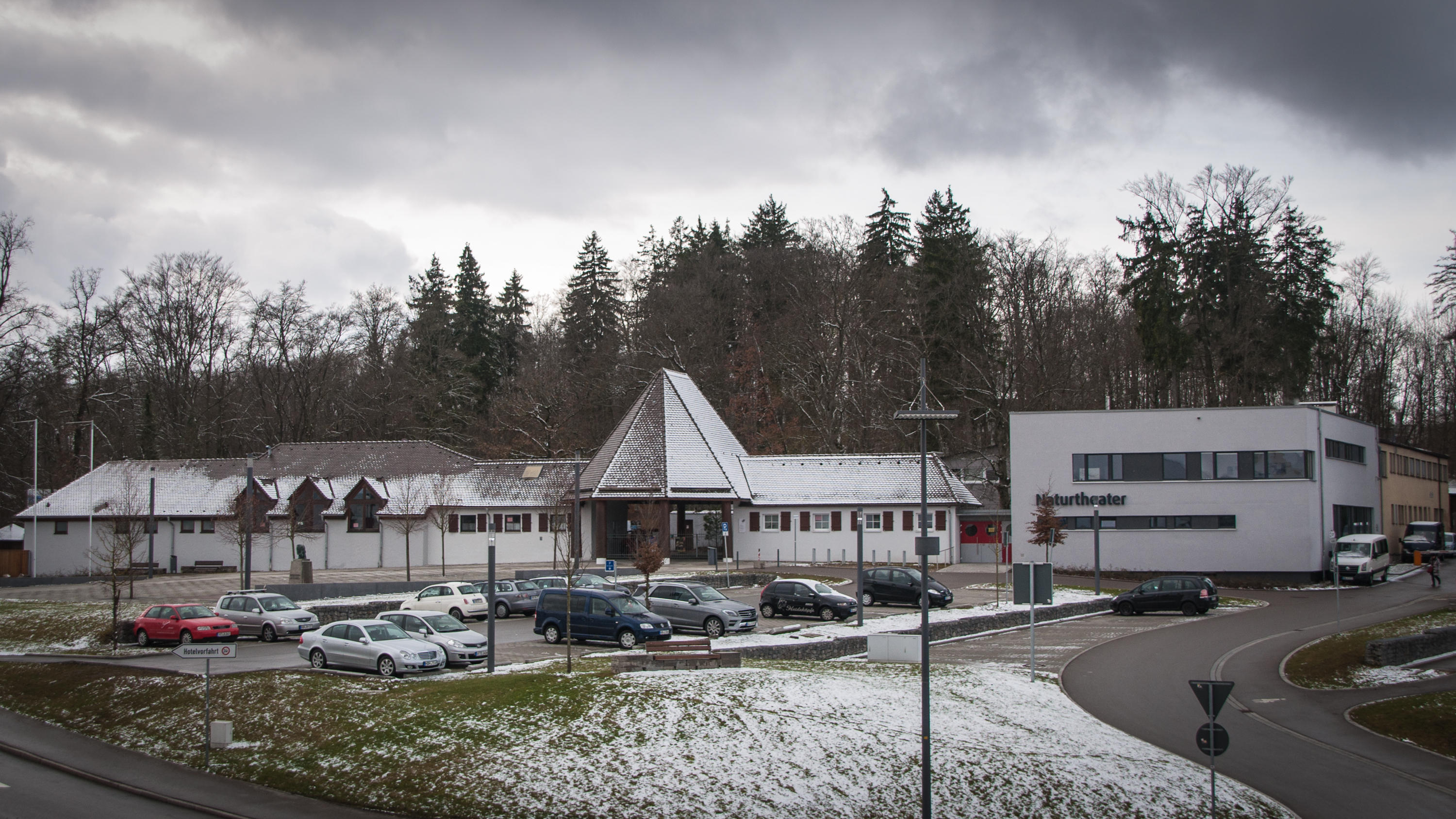
自然劇場の入口
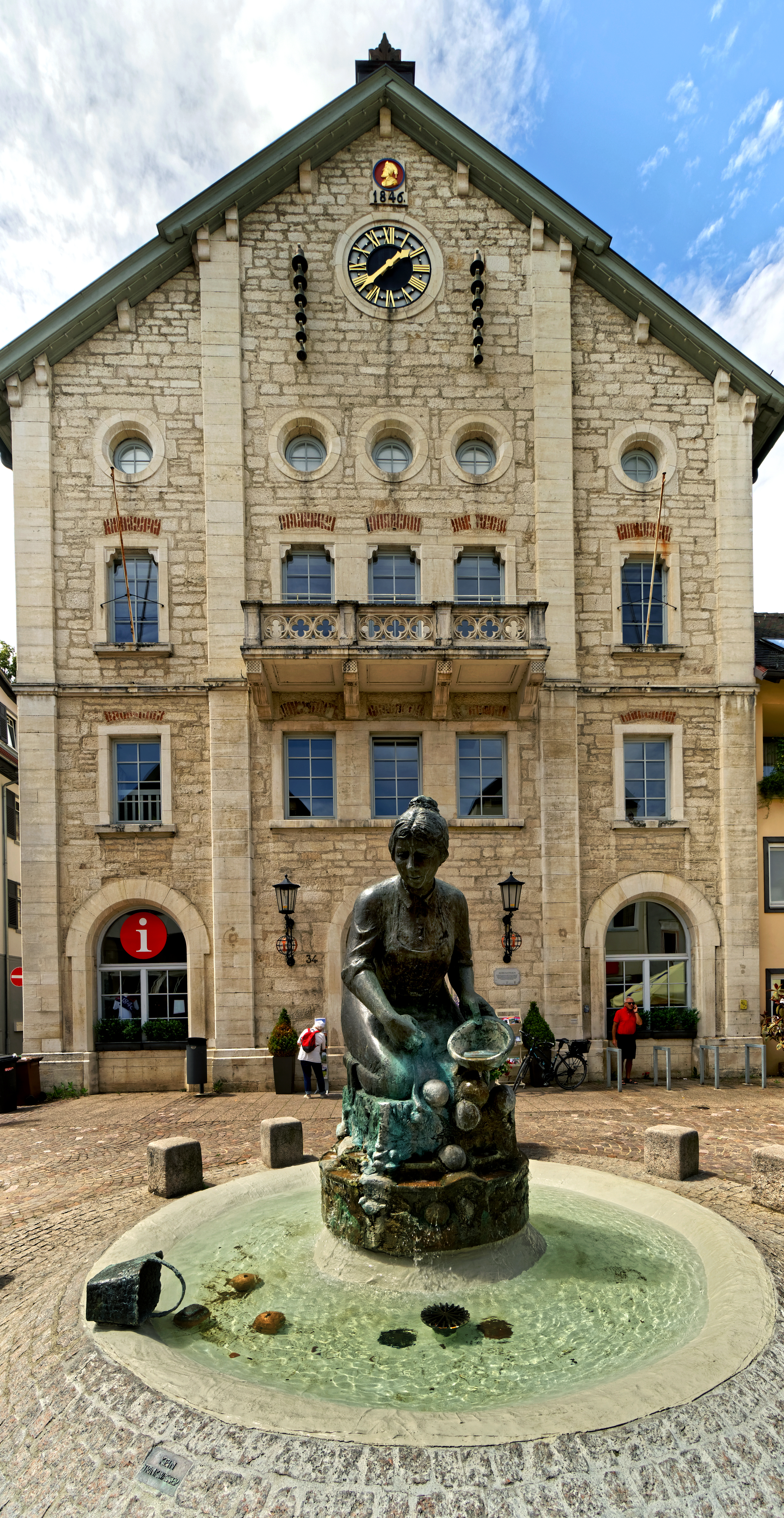
クネプフレスヴェシェリン＝ブルネンとエルマー＝ドッホ館
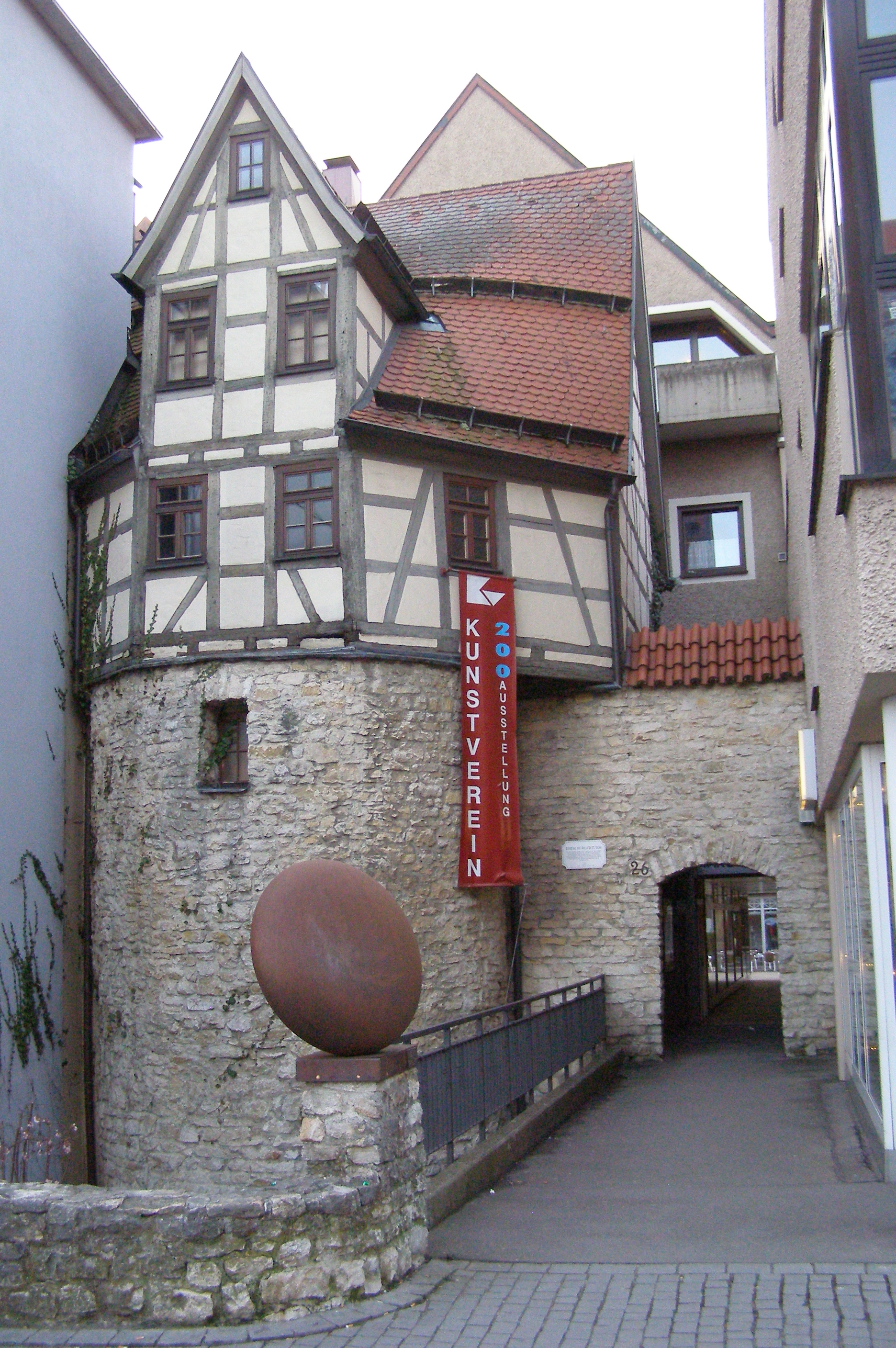
テュルムレ
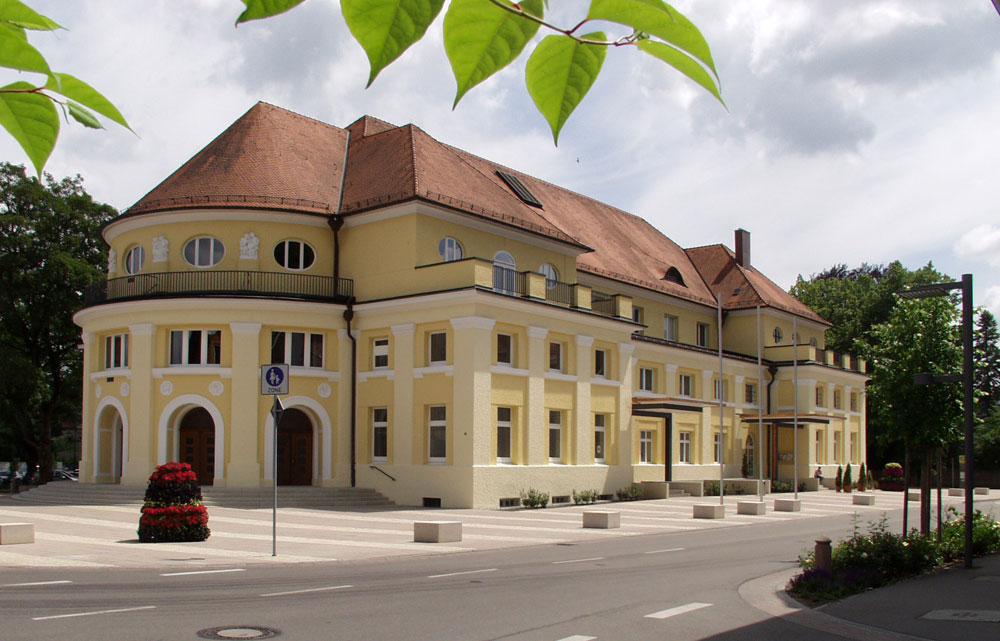
コンツェルトハウス
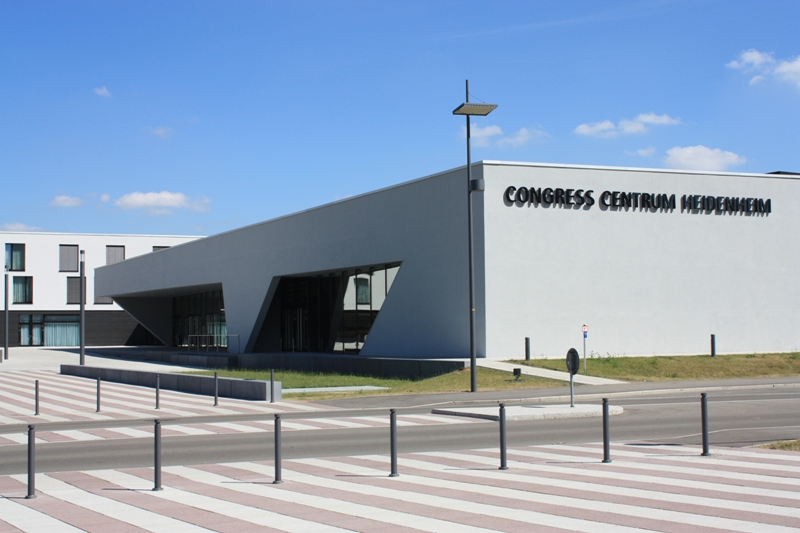
ハイデンハイム会議センター

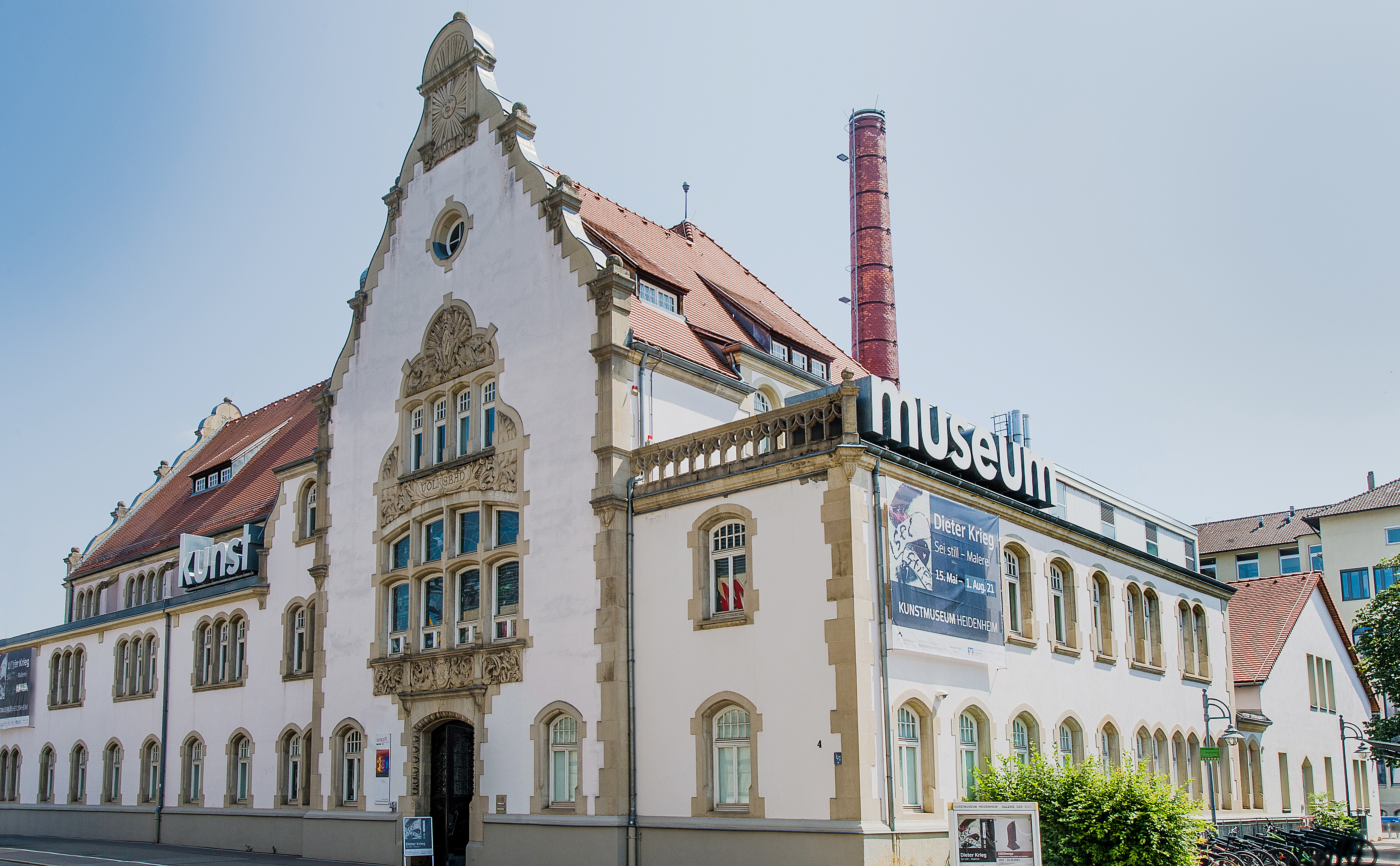
ハイデンハイム美術館

### 博物館・美術館
- ヘレンシュタイン城には、馬車・荷車博物館がある。これはヴュルテンベルク州立博物館の分館である。
- ヘレンシュタインの1600年頃に建設された「ウンテーレ・シュロス」（直訳: 下の城）に入居するヘレンシュタイン城博物館は、ハイデンハイム市の歴史コレクションを展示している[31]。
- レーマーバート（ローマ浴場）の博物館には、ローマ時代の出土品が展示されている。
- ハイデンハイム美術館: この美術館の建物は、元々は市営プールとして、1904年にフィリップ・ヤーコプ・マンツによってユーゲントシュティール様式で建設された。1980年代に市立美術館に改築され、現在は現代美術作品や市の美術コレクションの常設展示を行っている。その中にはピカソの版画やポスターも含まれる。
- 参加型博物館「ヴェルト・デア・ジネ」（直訳: 感覚世界）は旧営林署に入居している。

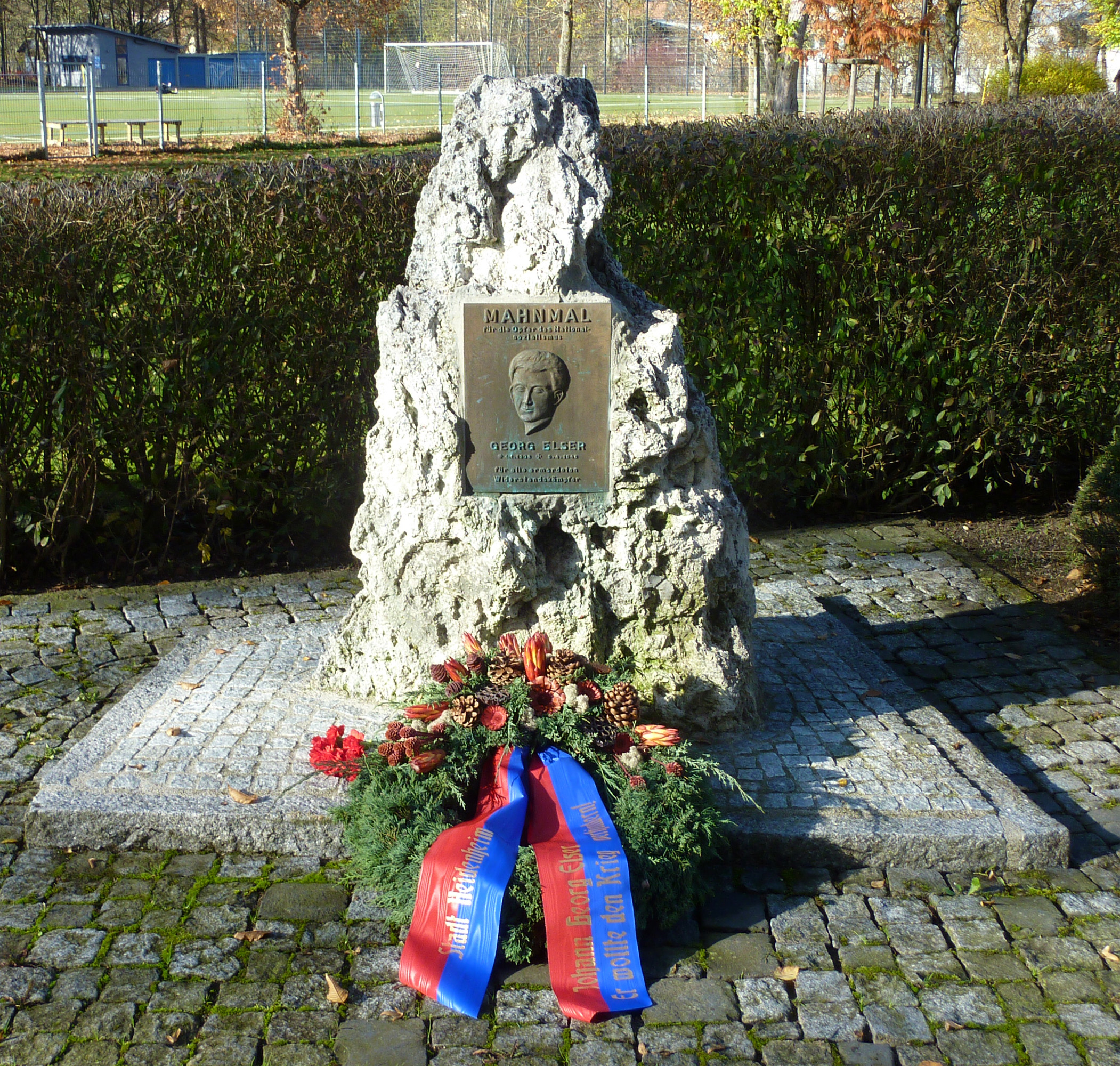
ゲオルク・エルザー記念碑

- 市民の塔「テュルムレ」に芸術協会のギャラリーがある。

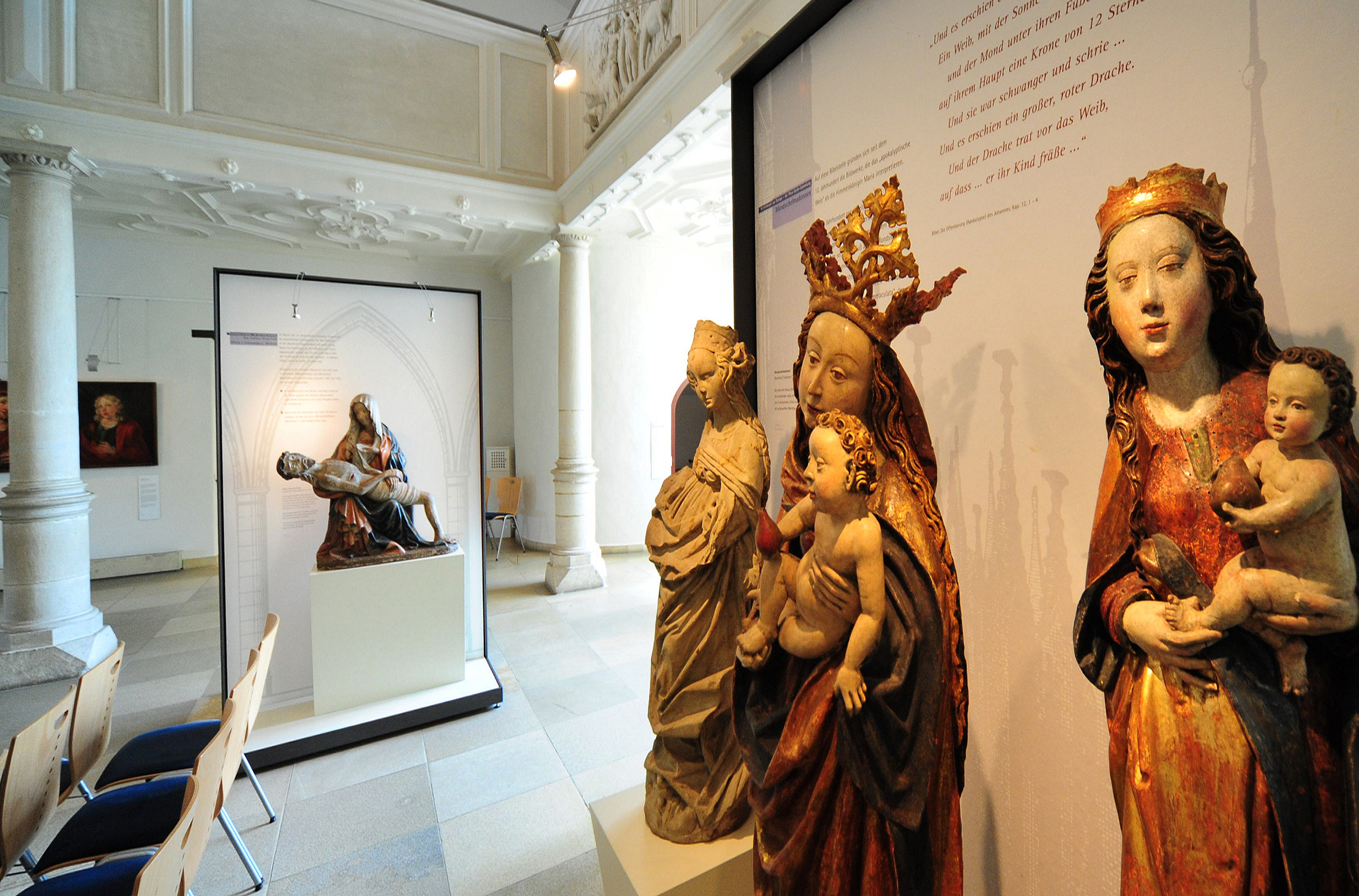
ヘレンシュタイン城博物館の展示スペース
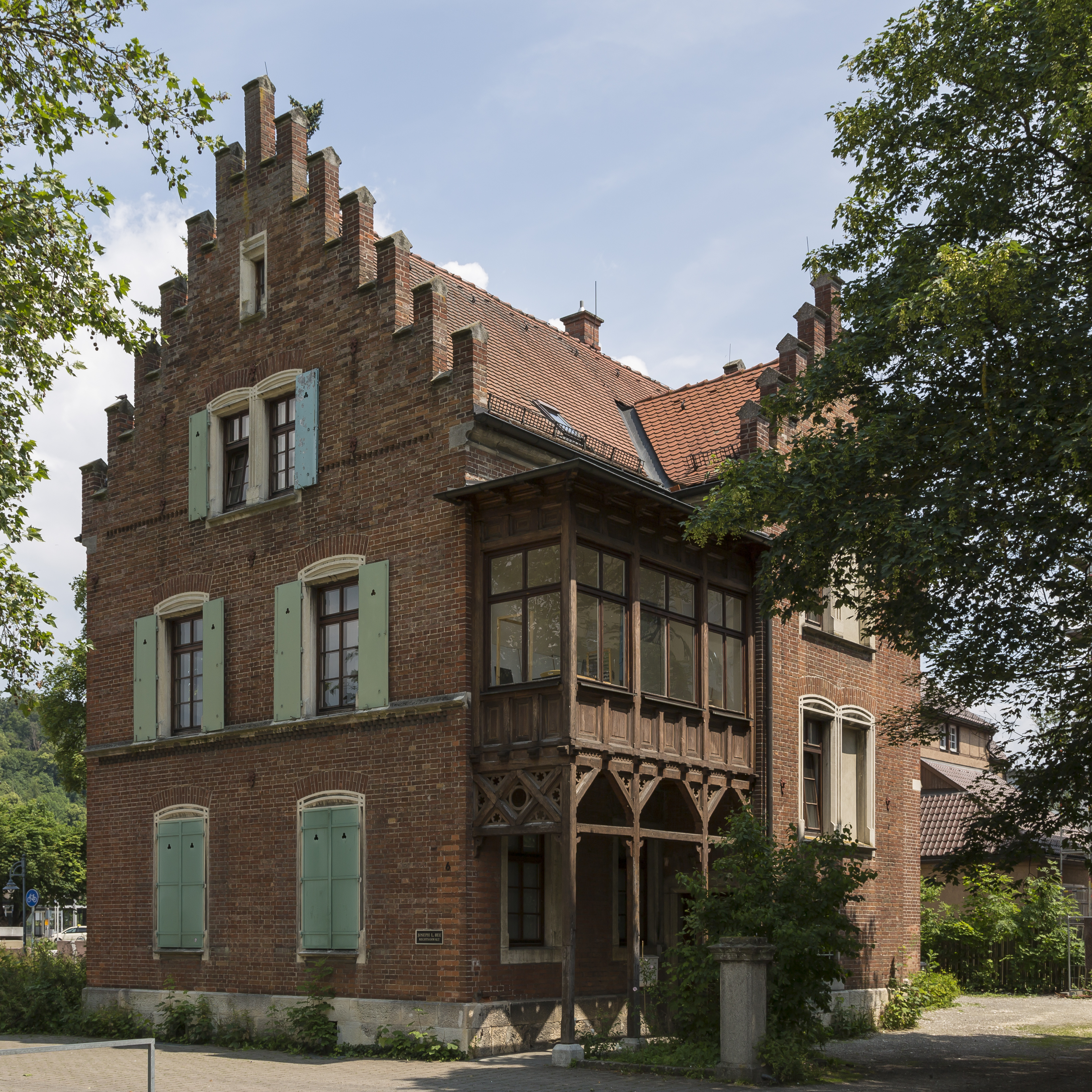
「ヴェルト・デア・ジネ」が入居している旧営林署

### 記念の場
- 「ツァンガー・ベルク」近くに、ハイデルベルクで生まれナチ時代に元帥に任命されていたエルヴィン・ロンメルの記念碑が1961年からあり賛否両論をよんでいる。2020年にはロンメル記念碑の真正面に反記念碑が建立された[32]。
- シュナイトハイム市区には、1971年からゲオルク・エルザーを記念する場がある。ここには記念碑と、彼の肖像やヒトラー暗殺未遂に至る略歴を記したプレートがある。
- バスステーションと市庁舎の階段との間に、ナチス弾圧政治の犠牲者15人の名を記した記念碑が1985年に建立された。
- 2006年、2009年、2013年にベルリンの芸術家グンター・デムニヒ（ドイツ語版、英語版）によって多くの「躓きの石」が設置された。これは国家社会主義政治の犠牲となったハイデンハイム住民を追悼するものである。真鍮のプレートが取り付けられた四角いコンクリートブロックは、世界で最も多く存在する分散型の追悼施設の一部をなしている。これらは、ナチの犠牲者が最後に自ら選んで住んだ家の前の舗道に埋め込まれている。

### 文化的環境

#### コールプラッテン
ハイデンハムの近くに、1833年から木炭を製造していたハイデンハイマー・コールプラッテンがある。このコールプラッテンはグロースクーヘン＝ローテンゾール地区のヘルツフェルトにある。コールプラッテとは中央がわずかに盛り上がった丸い土の板で、ここに炭の材料を積み上げる。ヘルツフェルトやアルブーフには多くの放棄されたコールプラッテンが存在する。アウトバーン7号線沿いのパーキングエリアは「ハイデンハイマー・コールプラッテン」と呼ばれている。ハイデンハイム・インターチェンジとアーレン/オーバーコッヘン・インターチェンジとの間には「煙に注意」と記された三角形の注意標識があり、ローテンゾール付近では現在も炭焼きが行われていることを示している。

#### アルプシェーファーヴェーク
アルプシェーファーヴェークは、ハイデンハイムの市域を通っており、放牧の歴史を物語っている。

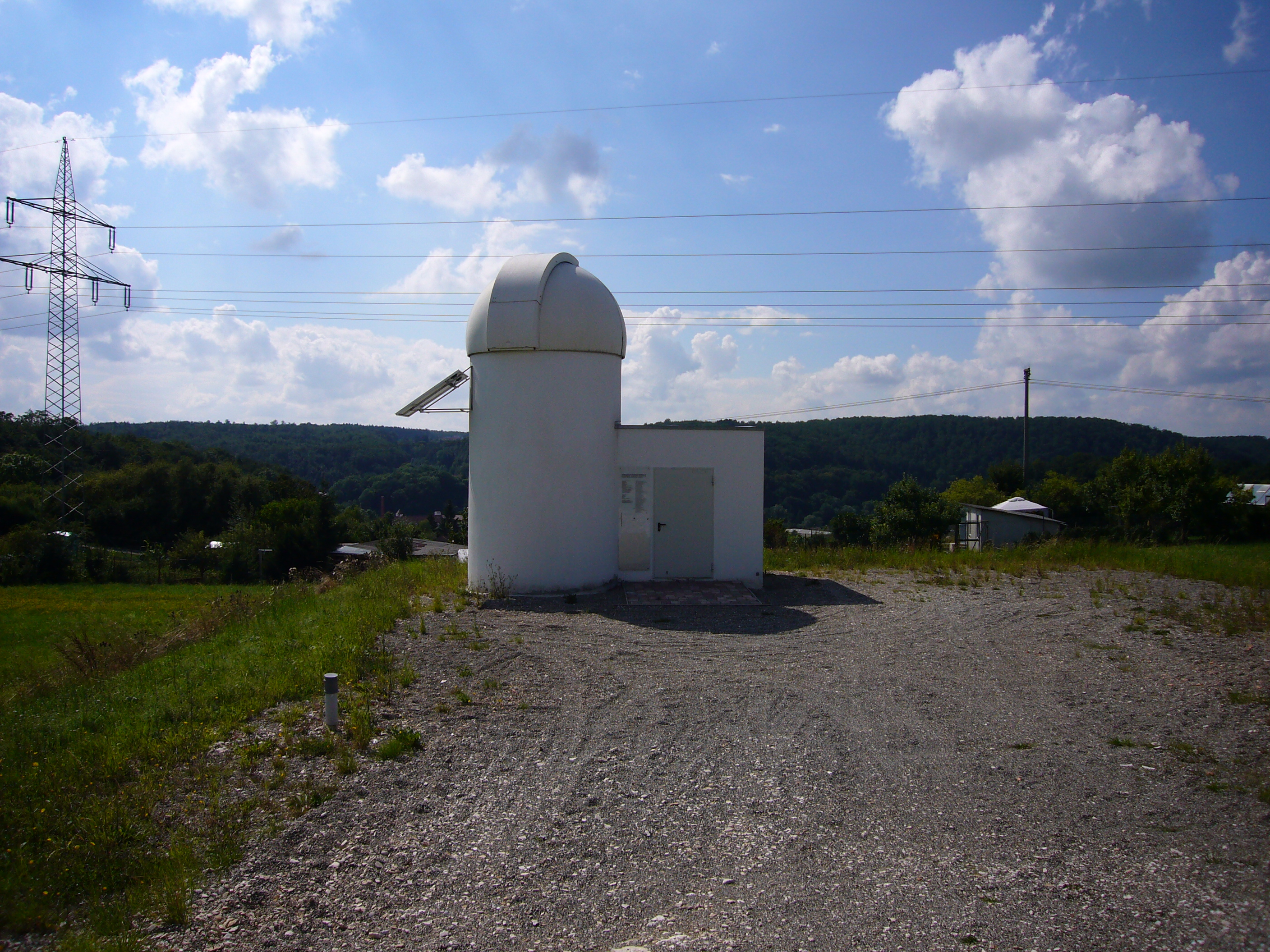
ヴィリー＝ヒュル天文台

### 天文台

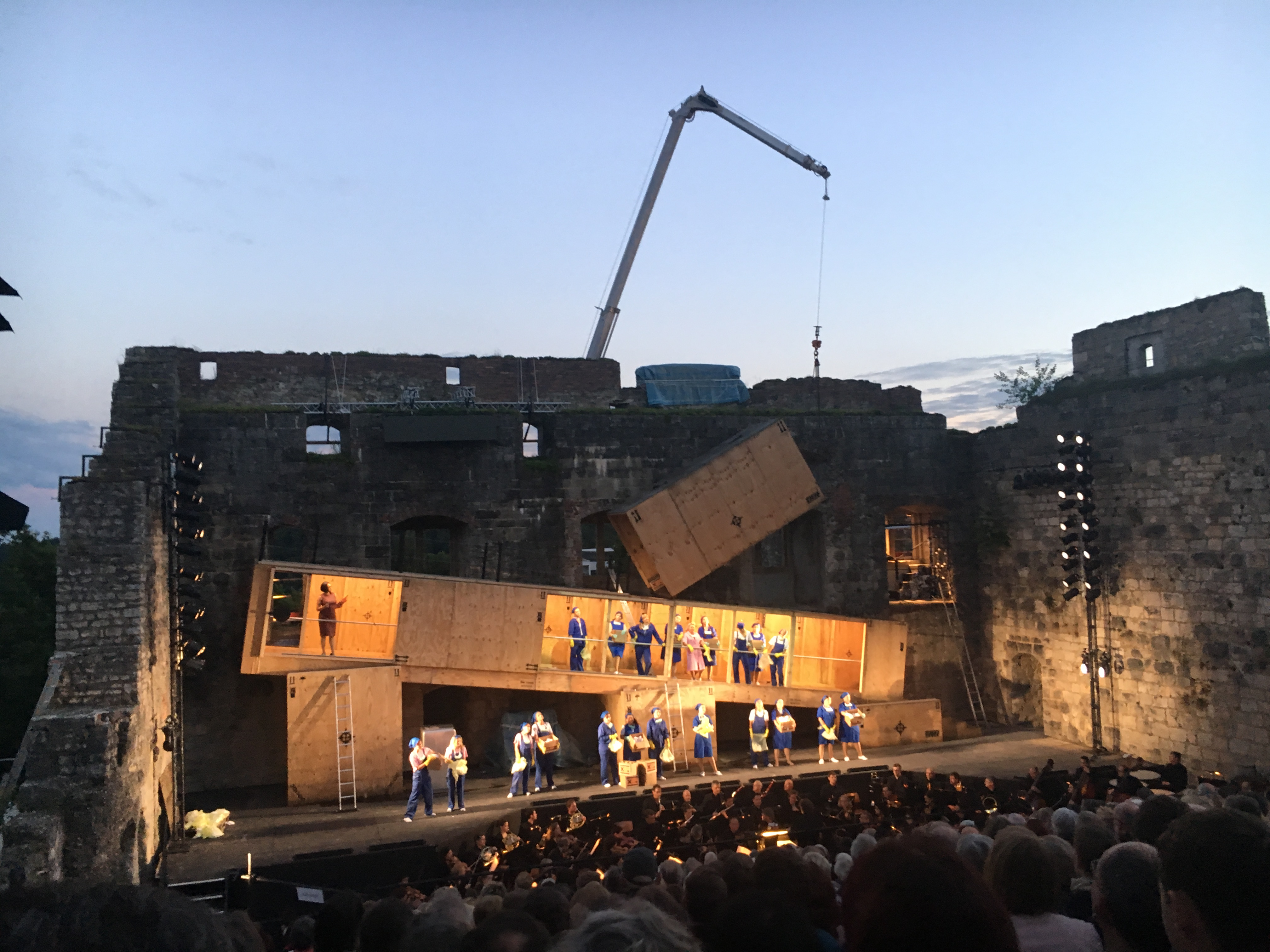
ハイデンハイム・オペラ・フェスティバル（2017年）

ヴィリー＝ヒュル天文台は、ハイデンハイム＝マーゲルシュテッテン、エルビスベルクの高度約 540 m にある。ここは市民天文台で、ハイデンハイム天文クラブによって運営されている。この天文台は2006年9月30日に完成した、ハイデンハイム郡で唯一の天文台であり、学生やアマチュア天文家に利用されている。2008年4月に太陽望遠鏡も設置された。この天文台では、ガイドツアーや天文学の講演が行われている。

### 年中行事
ヘレンシュタイン城では毎年ハイデンハイム・オペラ・フェスティバルが開催されている。これはかつての「シュロスセレナーデ」（直訳: 城館セレナーデ）から発展したものであった。また、ハイデンハイム自然劇場で毎年野外演劇祭が開催されている。ハイデンハイム＝シュナイトハイムにあるザッセ劇場は常設の劇場である。
ハイデンハイマー・シェーファーラウフ（ハイデンハイムの羊飼いレース）は2年ごとに開催されていた（最後は2008年6月）。これは、ヴュルテンベルク公エーバーハルト・ルートヴィヒによって1723年に創始された。これはハイデンハイムとその周辺の羊飼いの年に1度の集会であった。この祭では羊飼いの王夫妻の戴冠が行われた。羊飼いレースは1828年まで開催され、その後1922年まで中断した。その後1952年まで断続的に5回開催され、1972年に再び市の定期的な文化プログラムの1つとなった。
この他に3年ごとに「コンタクト」が開催される。この消費者見本市には、主にこの地域の職人やサービス業者などが出展している。
スポーツのハイライトは、ハイデンハイム杯（最も重要なエペ・シングル・トーナメント）とックープ・ド・ヨーロッパ（トップの団体戦）が行われる3月末のハイデンハイム・フェンシング・デイズ、1992年から毎年春にアクヴァレーナで開催される国際水泳フェスティバル、毎年6月最初の日曜日に開催されるハイデンハイム・シティー・レースである。
1996年から毎年（5月または6月）ハイデンハイム音楽の夜が開催される。内市街の居酒屋や食堂で30近くのバンドやグループが演奏を行う。このコンセプトはハイデンハイム発祥であり、同じように毎年音楽の夜を開催する他の都市のモデルとなった。1996年にドイツで初の音楽の夜がハイデンハイムで開催された。
ハイデンハイム博物館の夜も定期的に開催されており、2007年、2009年、2012年に行われた。博物館の夜は、秋（特に10月）の土曜日にハイデンハイム市内の全ての博物館/美術館が18時から夜中まで開いており、一般的には有効な入場券またはリストバンドで入場しなければならない。内市街の博物館とヘレンシュタイン城の博物館との間を、2台の歴史的なバスが無料で運行している。博物館にはガイドがあり、コンサート、映画上映、朗読会などのイベントが開催されている。
3年ごとにハイデンハイム彫刻家シンポジウムが開催されていた。このシンポジウムではハイデンハイムの各企業で、それぞれの事業で使用されている材料を用いて芸術作品を制作した。この種のシンポジウムは2013年7月が最後であった。このイベントはハイデンハイム彫刻家シンポジウム e.V. が主催していた。

### 州庭園博
2006年5月12日から10月3日までハイデンハイムでバーデン＝ヴュルテンベルク州庭園博が開催された。庭園博の会場であったベンツパルクは、2007年4月に改造された後に一般公開された。多くのアトラクションが保存されており、通年開放されている。入場には少額の入場料が必要である。

## 人物

### 出身者

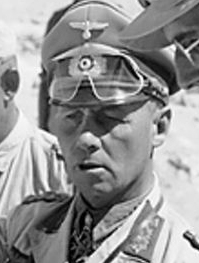
エルヴィン・ロンメル

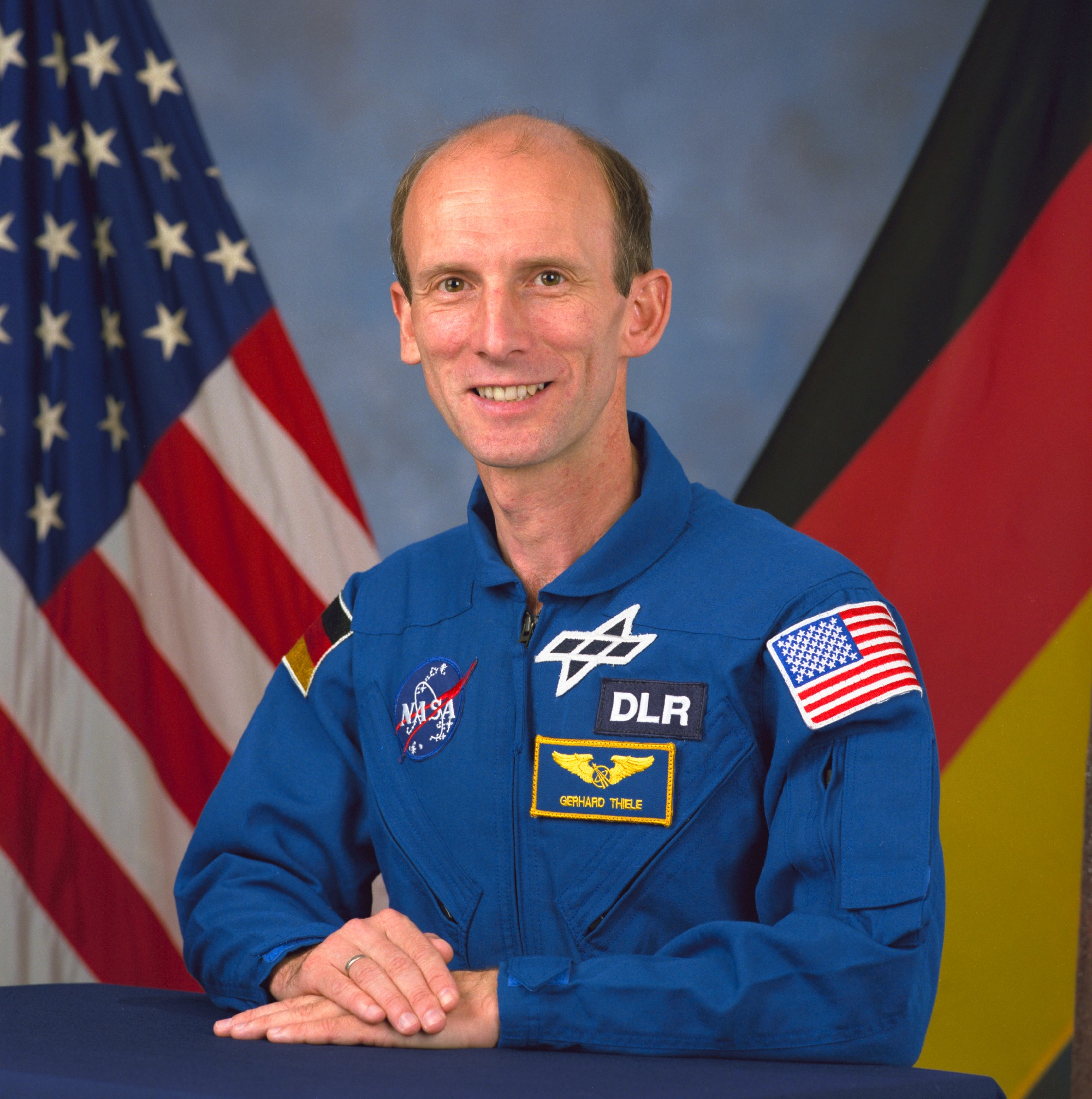
ゲルハルト・ティーレ

- ヨハン・ヤーコプ・フォン・ヴンシュ（1717年 - 1788年）軍人。プロイセン王国の歩兵大将。
- ハインリヒ・フェルター（ドイツ語版、英語版）（1817年 - 1887年）発明家、製紙業者。
- アルフレート・メーボルト（1863年 - 1952年）植物学者、作家、人智学者。
- ハインリヒ・マイアー（ドイツ語版）（1867年 - 1933年）哲学者。
- エルヴィン・ロンメル（1891年 - 1944年）軍人。ドイツ国の陸軍元帥。
- クルト・ビッテル（ドイツ語版、英語版）（1907年 - 1991年）考古学者。ドイツ考古学会会長。
- ディーター・エスターレン（ドイツ語版、英語版）（1911年 - 1994年）建築家。
- オイゲン・ローデラー（ドイツ語版、英語版）（1920年 - 1995年）1972年から1983年までIGメタル（ドイツ語版、英語版）会長を務めた。
- マルガレーテ・ハンスマン（ドイツ語版、英語版）（1921年 - 2007年）作家。
- ヴァルター・カスパー（ドイツ語版、英語版）（1933年 - ）宗教家、神学者。枢機卿。キリスト教一致推進評議会（ドイツ語版、英語版）会長を務めた。
- トーマス・マウフ（ドイツ語版、英語版）（1937年 - ）カメラマン、脚本家、映画監督、プロデューサー。
- クリスタ・フォン・トゥルン・ウント・タクシス（ドイツ語版、英語版）（1941年 - ）バイエルン赤十字総裁。
- ユッタ・カンマン（1944年 - ）俳優
- ホルスト・ブランケンブルク（1947年 - ）サッカー選手。
- ゲルハルト・ティーレ（ドイツ語版、英語版）（1953年 - ）宇宙飛行士。
- インゲボルク・グレースレ（ドイツ語版、英語版）（1961年 - ）政治家。バーデン＝ヴュルテンベルク州州議会議員、欧州議会議員、ドイツ連邦議会議員。
- アルント・シュミット（ドイツ語版、英語版）（1965年 - ）フェンシング選手。1988年ソウルオリンピックエペ個人優勝、1992年バルセロナオリンピックエペ団体優勝選手。
- ラルフ・ビースドルフ（ドイツ語版、英語版）（1971年 - ）ファンシング選手。2000年シドニーオリンピックフルーレ個人銀メダリスト。
- フランク・シュミット（ドイツ語版、英語版）（1974年 - ）サッカー選手、指導者。
- マクシミリアン・ヘッカー（ドイツ語版、英語版）（1977年 - ）歌手。
- ビルギト・トゥム（1980年 - ）バレーボール選手。
- ミヒャエル・シュテグマイヤー（ドイツ語版、英語版）（1985年 - ）サッカー選手。
- ベルント・ネーリヒ（ドイツ語版、英語版）（1986年 - ）サッカー選手、指導者。
- ウフク・ブダク（ドイツ語版、英語版）（1990年 - ）アゼルバイジャンのサッカー選手。
- リカルダ・ムルテラー（ドイツ語版、英語版）（1990年 - ）フェンシング選手（エペ）。
- ティム・スカルケ（1996年 - ）サッカー選手。
- エユップ・アイディン（ドイツ語版、英語版）（2004年 - ）トルコのサッカー選手
- ラウリン・ウルリッヒ（2005年 - ）サッカー選手。

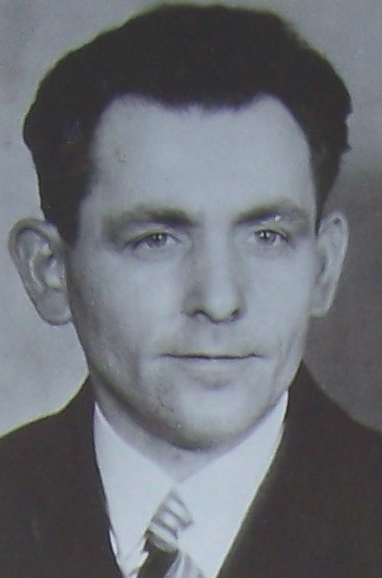
ゲオルク・エルザー

### ゆかりの人物
- フリードリヒ・クリストフ・エッティンガー（ドイツ語版、英語版）（1702年 - 1782年）神学者、ヴュルテンベルク敬虔主義の初期指導者。1743年から1746年までシュナイトハイムで福音主義の牧師を務めた。
- ゲオルク・エルザー（1903年 - 1945年）反ナチス運動家。ヒトラー暗殺未遂事件の首謀者。長年ハイデンハイムで暮らし、大工として働いていた。
- ヴァルター・ミクサ（ドイツ語版、英語版）（1941年 - ）アウクスブルク名誉司教。ハイデンハイムの自然科学ギムナジウムで学んだ。
- ニーナ・グネディヒ（ドイツ語版、英語版）（1977年 - ）俳優。オッゲンハウゼンで育った。

## 関連図書
- Martin Zeiller (1643). “Heydenheim”. In Matthäus Merian. Topographia Sueviae. Topographia Germaniae. Band 2 (Auflage ed.). Frankfurt am Main: Matthaeus Merian. pp. 95–97
- Christoph Friedrich von Stälin, ed (1844). “Gemeinde Heidenheim”. Beschreibung des Oberamts Heidenheim. Die Württembergischen Oberamtsbeschreibungen 1824–1886. Band 19. Stuttgart / Tübingen: Cotta’sche Verlagsbuchhandlung. pp. 122–139
- Erich Keyser, ed (1961). Württembergisches Städtebuch. Band IV, Teilband Baden-Württemberg, Band 2. Deutsches Städtebuch. Handbuch städtischer Geschichte. Stuttgart
- ローマ時代のハイデンハイム Aquileia について
  -  Neues zum Reiterkastell Heidenheim. Archäologische Ausgrabungen in Baden-Württemberg 2000
  - Reinhard Sölch (2001). “Die Topographie des römischen Heidenheim”. Forschung und Berichte Vor- und Frühgeschichte Baden-Württemberg (Band 76). Stuttgart: Theiss. ISBN 978-3-8062-1566-3
- 国家社会主義時代のハイデンハイムについて
  - Wolfgang Proske, ed (2010). Täter Helfer Trittbrettfahrer. NS-Belastete von der Ostalb. Münster: Klemm + Oelschläger. ISBN 978-3-86281-008-6
- Gerhard Schweier (1968). Namhafte Heidenheimer. Band 1, 88 Persönlichkeiten. Heidenheim
- A. Hoffmann (2003). Die Frühzeit der Kinematographie in Heidenheim: Ein Medium etabliert sich. Heidenheim
- Bodo Cichy: In den Kasernen des Reiterkastells Aquileia-Heidenheim (1972), Denkmalpflege in Baden-Württemberg 1 (1):  pp. 33–38